# Liste der Kreise der DDR
Diese Liste der Kreise der DDR führt alle (Land-)Kreise auf, die seit der Gründung der Deutschen Demokratischen Republik (DDR) bis zum Tag der Vereinigung mit der Bundesrepublik Deutschland jemals auf dem Territorium der DDR existiert haben. Unterhalb der Liste werden noch einmal alle Landkreise, die am 3. Oktober 1990 bestanden haben und somit Teil der Bundesrepublik wurden, separat aufgelistet.
Für eine Auflistung aller Stadtkreise der DDR siehe Liste der Stadtkreise der DDR.

## Abkürzungen
- A = Auflösung
- ÄNr = Änderung der Schlüsselnummer
- B = Wechsel in die Bundesrepublik Deutschland
- E = Eingliederung
- GA = Gebietsaustausch
- N = Neubildung
- NÄ = Namensänderung
- R = Eintritt in die DDR
- TA = Ausgliederung eines Teils (Teilausgliederung)
- TE = Eingliederung eines Teils (Teileingliederung)
- (grt) = großenteils
- (t) = teilweise

## Liste

### A
| Kreis (Landkreis) | Nr.     | Datum      | Maßnahme; ggf. Sitz der Kreisverwaltung                                                                     |
| ----------------- | ------- | ---------- | --- |
| Altenburg         | 4 266   | 07.10.1949 | R |
| Altenburg         | 4 266   | 01.07.1950 | E < Stadtkreis Altenburg; TA > Zeitz                                                                        |
| Altenburg         | 13 01   | 25.07.1952 | TA > Schmölln                                                                                               |
| Altenburg         | 13 01   | 04.12.1952 | TE < Zeitz; TA > Borna und Geithain                                                                         |
| Altenburg         | 13 01   | 01.01.1957 | TE < Borna; TA > Glauchau                                                                                   |
| Altenburg         | 13 01   | 01.01.1974 | TE < Zeitz                                                                                                  |
| Altenburg         | 16 0 11 | 03.10.1990 | B |
| Altentreptow      | 03 01   | 25.07.1952 | N < Demmin (t) und Neubrandenburg (t)                                                                       |
| Altentreptow      | 03 01   | 04.12.1952 | TA > Neubrandenburg                                                                                         |
| Altentreptow      | 03 01   | 01.07.1973 | TA > Demmin                                                                                                 |
| Altentreptow      | 13 0 11 | 03.10.1990 | B |
| Angermünde        | 1 171   | 07.10.1949 | R |
| Angermünde        | 1 171   | 01.07.1950 | TE < Randow; TA > Oberbarnim, Prenzlau und Templin                                                          |
| Angermünde        | 05 01   | 25.07.1952 | TA > Prenzlau                                                                                               |
| Angermünde        | 05 01   | 01.01.1956 | TE < Prenzlau                                                                                               |
| Angermünde        | 05 01   | 01.01.1957 | TA > Eberswalde                                                                                             |
| Angermünde        | 05 01   | 17.09.1961 | TA > Stadtkreis Schwedt/Oder                                                                                |
| Angermünde        | 12 0 11 | 03.10.1990 | B |
| Anklam            | 2 226   | 07.10.1949 | R |
| Anklam            | 2 226   | 01.07.1950 | TE < Greifswald                                                                                             |
| Anklam            | 03 02   | 25.07.1952 | TE < Greifswald; TA > Ueckermünde und Wolgast                                                               |
| Anklam            | 13 0 12 | 03.10.1990 | B |
| Annaberg          | 5 370   | 07.10.1949 | R |
| Annaberg          | 14 01   | 25.07.1952 | TA > Zschopau                                                                                               |
| Annaberg          | 14 01   | 04.12.1952 | TE < Zschopau                                                                                               |
| Annaberg          | 14 0 11 | 03.10.1990 | B |
| Apolda            | 09 02   | 25.07.1952 | N < Jena (t), Kölleda (t) und Weimar (t)                                                                    |
| Apolda            | 09 02   | 04.12.1952 | TA > Weimar-Land                                                                                            |
| Apolda            | 16 0 12 | 03.10.1990 | B |
| Arnstadt          | 4 267   | 07.10.1949 | R |
| Arnstadt          | 4 267   | 01.07.1950 | E < Stadtkreis Arnstadt; TE < Gotha, Weimar und Weißensee; TA > Erfurt, Hildburghausen, Rudolstadt und Suhl |
| Arnstadt          | 09 01   | 25.07.1952 | TA > Ilmenau                                                                                                |
| Arnstadt          | 09 01   | 01.01.1957 | TE < Gotha                                                                                                  |
| Arnstadt          | 16 0 13 | 03.10.1990 | B |
| Artern            | 08 01   | 25.07.1952 | N < Kölleda (t), Querfurt (t), Sangerhausen (t) und Sondershausen (t)                                       |
| Artern            | 08 01   | 01.01.1956 | TA > Nebra                                                                                                  |
| Artern            | 16 0 14 | 03.10.1990 | B |
| Aschersleben      | 08 02   | 25.07.1952 | N < Bernburg (t) und Quedlinburg (t)                                                                        |
| Aschersleben      | 15 2 11 | 03.10.1990 | B |
| Aue               | 5 371   | 07.10.1949 | R |
| Aue               | 5 371   | 01.07.1950 | TE < Stollberg                                                                                              |
| Aue               | 5 371   | 17.12.1951 | TA > Schwarzenberg, Stadtkreise Johanngeorgenstadt und Schneeberg                                           |
| Aue               | 14 02   | 25.07.1952 | TA > Stollberg                                                                                              |
| Aue               | 14 02   | 01.01.1956 | TE < Zwickau-Land                                                                                           |
| Aue               | 14 02   | 23.11.1958 | E < Stadtkreis Schneeberg                                                                                   |
| Aue               | 14 0 12 | 03.10.1990 | B |
| Auerbach          | 5 372   | 07.10.1949 | R |
| Auerbach          | 5 372   | 01.07.1950 | TA > Plauen                                                                                                 |
| Auerbach          | 14 03   | 25.07.1952 | TE < Zwickau; TA > Klingenthal und Reichenbach                                                              |
| Auerbach          | 14 03   | 04.12.1952 | TA > Zwickau-Land                                                                                           |
| Auerbach          | 14 0 13 | 03.10.1990 | B |

### B
| Kreis (Landkreis) | Nr.       | Datum      | Maßnahme; ggf. Sitz der Kreisverwaltung                                                                     |
| ----------------- | --------- | ---------- | --- |
| Bad Doberan       | 01 01     | 25.07.1952 | N < Rostock (t) und Wismar (t)                                                                              |
| Bad Doberan       | 13 0 13   | 03.10.1990 | B |
| Bad Freienwalde   | 05 05     | 25.07.1952 | N < Oberbarnim (t)                                                                                          |
| Bad Freienwalde   | 05 05     | 04.12.1952 | TE < Eberswalde                                                                                             |
| Bad Freienwalde   | 05 05     | 01.03.1974 | TE < Strausberg                                                                                             |
| Bad Freienwalde   | 12 0 12   | 03.10.1990 | B |
| Bad Liebenwerda   | 06 01     | 25.07.1952 | N < Liebenwerda (t)                                                                                         |
| Bad Liebenwerda   | 06 01     | 04.12.1952 | TA > Riesa                                                                                                  |
| Bad Liebenwerda   | 06 01     | 01.07.1954 | TE < Riesa                                                                                                  |
| Bad Liebenwerda   | 12 0 13   | 03.10.1990 | B |
| Bad Salzungen     | 4 265     | 01.07.1950 | N < Eisenach (t) und Meiningen (t)                                                                          |
| Bad Salzungen     | 4 265     | 01.02.1952 | TE < Meiningen                                                                                              |
| Bad Salzungen     | 11 01     | 25.07.1952 | TA > Meiningen                                                                                              |
| Bad Salzungen     | 16 0 15   | 03.10.1990 | B |
| Ballenstedt       | 3 321     | 07.10.1949 | R |
| Ballenstedt       | 3 321     | 01.07.1950 | A > Quedlinburg                                                                                             |
| Bautzen           | 5 373     | 07.10.1949 | R |
| Bautzen           | 12 01     | 25.07.1952 | TE < Löbau; TA > Bischofswerda                                                                              |
| Bautzen           | 12 01     | 04.12.1952 | TE < Kamenz; TA > Löbau                                                                                     |
| Bautzen           | 12 01     | 01.01.1957 | TE < Kamenz                                                                                                 |
| Bautzen           | 12 01     | 01.01.1979 | TA > Bautzen                                                                                                |
| Bautzen           | 14 0 14   | 03.10.1990 | B |
| Beeskow           | 05 02     | 25.07.1952 | N < Frankfurt (Oder) (t), Fürstenwalde (t) und Lübben (Spreewald) (t)                                       |
| Beeskow           | 05 02     | 04.12.1952 | TE < Guben; TA > Königs Wusterhausen und Lübben                                                             |
| Beeskow           | 05 02     | 15.12.1966 | TA > Lübben                                                                                                 |
| Beeskow           | 12 0 14   | 03.10.1990 | B |
| Beeskow-Storkow   | I1 176I   | 07.10.1949 | R; KV in Beeskow                                                                                            |
| Beeskow-Storkow   | I1 176I   | 01.07.1950 | A > Frankfurt (Oder), Fürstenwalde (grt) und Lübben (Spreewald)                                             |
| Belzig            | 04 01     | 25.07.1952 | N < Burg (t) und Zauch-Belzig (t)                                                                           |
| Belzig            | 12 0 15   | 03.10.1990 | B |
| Bergen            | 01 02     | 25.07.1952 | N < Rügen (t) und Stralsund (t)                                                                             |
| Bergen            | 01 02     | 01.01.1956 | A > Rügen                                                                                                   |
| Bernau            | 05 03     | 25.07.1952 | N < Niederbarnim (t)                                                                                        |
| Bernau            | 05 03     | 04.12.1952 | TE < Eberswalde                                                                                             |
| Bernau            | 12 0 16   | 03.10.1990 | B |
| Bernburg          | 3 325     | 07.10.1949 | R |
| Bernburg          | 3 325     | 01.07.1950 | E < Stadtkreise Aschersleben und Bernburg; TE < Calbe a./S., Mansfelder Seekreis, Quedlinburg und Saalkreis |
| Bernburg          | 08 03     | 25.07.1952 | TE < Eisleben, Köthen und Saalkreis; GA <> Schönebeck; TA > Aschersleben, Hettstedt und Staßfurt            |
| Bernburg          | 08 03     | 04.12.1952 | TE < Schönebeck; TA > Hettstedt                                                                             |
| Bernburg          | 15 1 12   | 03.10.1990 | B |
| Bischofswerda     | 12 02     | 25.07.1952 | N < Bautzen (t), Dresden (t), Kamenz (t) und Pirna (t)                                                      |
| Bischofswerda     | 12 02     | 04.12.1952 | TE < Kamenz; TA > Dresden-Land                                                                              |
| Bischofswerda     | 14 0 15   | 03.10.1990 | B |
| Bitterfeld        | 3 346     | 07.10.1949 | R |
| Bitterfeld        | 3 346     | 01.07.1950 | TE < Dessau-Köthen und Delitzsch; TA > Saalkreis                                                            |
| Bitterfeld        | 08 04     | 25.07.1952 | TE < Köthen; TA > Gräfenhainichen                                                                           |
| Bitterfeld        | 15 1 13   | 03.10.1990 | B |
| Blankenburg       | 3 317     | 07.10.1949 | R |
| Blankenburg       | 3 317     | 01.07.1950 | A > Quedlinburg und Wernigerode                                                                             |
| Borna             | 5 374     | 07.10.1949 | R |
| Borna             | 13 02     | 25.07.1952 | TA > Geithain und Rochlitz                                                                                  |
| Borna             | 13 02     | 04.12.1952 | TE < Altenburg und Geithain                                                                                 |
| Borna             | 13 02     | 01.05.1953 | TA > Leipzig-Land                                                                                           |
| Borna             | 13 02     | 01.01.1957 | TA > Altenburg                                                                                              |
| Borna             | 13 02     | 01.01.1974 | TA > Leipzig-Land                                                                                           |
| Borna             | 14 0 16   | 03.10.1990 | B |
| Brandenburg       | 04 02     | 17.05.1990 | NÄ < Brandenburg-Land                                                                                       |
| Brandenburg       | 12 0 17   | 03.10.1990 | B |
| Brandenburg-Land  | 04 02     | 25.07.1952 | N < Burg (t), Genthin (t), Westhavelland (t), Zauch-Belzig (t) und Stadtkreis Brandenburg/Havel (t)         |
| Brandenburg-Land  | 04 02     | 04.12.1952 | TE < Loburg; TA > Potsdam-Land                                                                              |
| Brandenburg-Land  | 04 02     | 20.06.1957 | TE < Loburg                                                                                                 |
| Brandenburg-Land  | 04 02     | 17.05.1990 | NÄ > Brandenburg                                                                                            |
| Brand-Erbisdorf   | 14 04     | 25.07.1952 | N < Dippoldiswalde (t) und Freiberg (t)                                                                     |
| Brand-Erbisdorf   | 14 0 17   | 03.10.1990 | B |
| Burg              | II3 309II | 01.07.1950 | N < Jerichow I, Jerichow II (t) und Stadtkreis Burg (grt)                                                   |
| Burg              | 07 01     | 25.07.1952 | TA > Belzig, Brandenburg-Land und Loburg                                                                    |
| Burg              | 07 01     | 20.06.1957 | TE < Loburg                                                                                                 |
| Burg              | 15 3 14   | 03.10.1990 | B |
| Bützow            | 02 01     | 25.07.1952 | N < Güstrow (t)                                                                                             |
| Bützow            | 13 0 14   | 03.10.1990 | B |

### C
| Kreis (Landkreis) | Nr.     | Datum      | Maßnahme; ggf. Sitz der Kreisverwaltung                                                                                      |
| ----------------- | ------- | ---------- | --- |
| Calau             | I1 186I | 07.10.1949 | R |
| Calau             | I1 186I | 01.07.1950 | A > Luckau, Senftenberg (grt) und Spremberg (Lausitz)                                                                        |
| Calau             | 06 02   | 25.07.1952 | N < Lübben (Spreewald) (t), Luckau (t) und Senftenberg (t)                                                                   |
| Calau             | 06 02   | 04.12.1952 | TE < Cottbus; TA > Luckau |
| Calau             | 12 0 18 | 03.10.1990 | B |
| Calbe a./S.       | I3 323I | 07.10.1949 | R |
| Calbe a./S.       | I3 323I | 01.07.1950 | A > Bernburg und Schönebeck (grt)                                                                                            |
| Chemnitz          | 5 375   | 07.10.1949 | R |
| Chemnitz          | 5 375   | 01.07.1950 | TE < Stollberg; TA > Stadtkreis Chemnitz                                                                                     |
| Chemnitz          | 5 375   | 25.07.1952 | A > Chemnitz-Land (grt), Hohenstein-Ernstthal und Stollberg                                                                  |
| Chemnitz          | 14 05   | 17.05.1990 | NÄ < Chemnitz-Land |
| Chemnitz          | 14 0 18 | 03.10.1990 | B |
| Chemnitz-Land     | 14 05   | 25.07.1952 | N < Chemnitz (t) und Rochlitz (t)                                                                                            |
| Chemnitz-Land     | 14 05   | 04.12.1952 | TE < Flöha und Rochlitz |
| Chemnitz-Land     | 14 05   | 10.05.1953 | NÄ > Karl-Marx-Stadt-Land |
| Chemnitz-Land     | 14 05   | 01.01.1990 | NÄ < Karl-Marx-Stadt-Land |
| Chemnitz-Land     | 14 05   | 17.05.1990 | NÄ > Chemnitz |
| Cottbus           | 1 183   | 07.10.1949 | R |
| Cottbus           | 1 183   | 01.07.1950 | E < Stadtkreise Cottbus, Forst (Lausitz) und Guben; TE < Guben; TA > Lübben (Spreewald), Senftenberg und Spremberg (Lausitz) |
| Cottbus           | 06 03   | 25.07.1952 | TE < Lübben (Spreewald), Senftenberg und Spremberg (Lausitz); TA > Forst und Guben                                           |
| Cottbus           | 06 03   | 04.12.1952 | TA > Calau und Spremberg |
| Cottbus           | 06 03   | 01.03.1954 | A > Cottbus-Land und Stadtkreis Cottbus                                                                                      |
| Cottbus           | 06 03   | 17.05.1990 | NÄ < Cottbus-Land |
| Cottbus           | 12 0 19 | 03.10.1990 | B |
| Cottbus-Land      | 06 03   | 01.03.1954 | N < Cottbus |
| Cottbus-Land      | 06 03   | 17.05.1990 | NÄ > Cottbus |

### D
| Kreis (Landkreis) | Nr.     | Datum      | Maßnahme; ggf. Sitz der Kreisverwaltung             |
| ----------------- | ------- | ---------- | --------------------------------------------------- |
| Delitzsch         | 3 347   | 07.10.1949 | R                                                   |
| Delitzsch         | 3 347   | 01.07.1950 | TA > Bitterfeld und Saalkreis                       |
| Delitzsch         | 13 03   | 25.07.1952 | TA > Eilenburg                                      |
| Delitzsch         | 14 0 19 | 03.10.1990 | B                                                   |
| Demmin            | 2 227   | 07.10.1949 | R                                                   |
| Demmin            | 2 227   | 01.07.1950 | TE < Grimmen; GA <> Malchin; TA > Neubrandenburg    |
| Demmin            | 03 03   | 25.07.1952 | TE < Grimmen; TA > Altentreptow und Malchin         |
| Demmin            | 03 03   | 04.12.1952 | TE < Malchin                                        |
| Demmin            | 03 03   | 01.07.1973 | TE < Altentreptow                                   |
| Demmin            | 13 0 15 | 03.10.1990 | B                                                   |
| Dessau-Köthen     | I3 326I | 07.10.1949 | R                                                   |
| Dessau-Köthen     | I3 326I | 01.07.1950 | A > Bitterfeld, Köthen (grt) und Stadtkreis Dessau  |
| Dippoldiswalde    | 5 376   | 07.10.1949 | R                                                   |
| Dippoldiswalde    | 5 376   | 01.07.1950 | TA > Freiberg                                       |
| Dippoldiswalde    | 12 03   | 25.07.1952 | TA > Brand-Erbisdorf, Freital und Pirna             |
| Dippoldiswalde    | 14 0 20 | 03.10.1990 | B                                                   |
| Döbeln            | 5 377   | 07.10.1949 | R                                                   |
| Döbeln            | 5 377   | 01.07.1950 | TE < Meißen und Oschatz; TA > Flöha                 |
| Döbeln            | 13 04   | 25.07.1952 | TA > Grimma, Hainichen und Rochlitz                 |
| Döbeln            | 13 04   | 04.12.1952 | TE < Hainichen und Meißen                           |
| Döbeln            | 13 04   | 01.01.1954 | TA > Grimma                                         |
| Döbeln            | 13 04   | 21.09.1973 | TA > Oschatz                                        |
| Döbeln            | 14 0 21 | 03.10.1990 | B                                                   |
| Dresden           | 5 378   | 07.10.1949 | R                                                   |
| Dresden           | 5 378   | 01.07.1950 | TE < Großenhain und Meißen; TA > Stadtkreis Dresden |
| Dresden           | 12 04   | 25.07.1952 | A > Bischofswerda, Dresden-Land (grt) und Freital   |
| Dresden           | 12 04   | 17.05.1990 | NÄ < Dresden-Land                                   |
| Dresden           | 14 0 22 | 03.10.1990 | B                                                   |
| Dresden-Land      | 12 04   | 25.07.1952 | N < Dresden (t) und Pirna (t)                       |
| Dresden-Land      | 12 04   | 04.12.1952 | TE < Bischofswerda und Meißen                       |
| Dresden-Land      | 12 04   | 17.05.1990 | NÄ > Dresden                                        |

### E
| Kreis (Landkreis)     | Nr.       | Datum      | Maßnahme; ggf. Sitz der Kreisverwaltung                                                            |
| --------------------- | --------- | ---------- | -------------------------------------------------------------------------------------------------- |
| Eberswalde            | 05 04     | 25.07.1952 | N < Angermünde (t) und Oberbarnim (t)                                                              |
| Eberswalde            | 05 04     | 04.12.1952 | TE < Templin; TA > Bad Freienwalde und Bernau                                                      |
| Eberswalde            | 05 04     | 01.01.1957 | TE < Angermünde                                                                                    |
| Eberswalde            | 12 0 20   | 03.10.1990 | B                                                                                                  |
| Eckartsberga          | I3 337I   | 07.10.1949 | R; KV in Kölleda                                                                                   |
| Eckartsberga          | I3 337I   | 01.07.1950 | A > Kölleda (grt) und Querfurt                                                                     |
| Eilenburg             | 13 05     | 25.07.1952 | N < Delitzsch (t) und Torgau (t)                                                                   |
| Eilenburg             | 13 05     | 04.12.1952 | TE < Gräfenhainichen und Torgau; TA > Wurzen                                                       |
| Eilenburg             | 13 05     | 01.04.1973 | TA > Wurzen                                                                                        |
| Eilenburg             | 14 0 23   | 03.10.1990 | B                                                                                                  |
| Eisenach              | 4 268     | 07.10.1949 | R                                                                                                  |
| Eisenach              | 4 268     | 01.07.1950 | E < Stadtkreis Eisenach; TE < Mühlhausen; TA > Bad Salzungen                                       |
| Eisenach              | 09 03     | 25.07.1952 | TE < Mühlhausen                                                                                    |
| Eisenach              | 16 0 16   | 03.10.1990 | B                                                                                                  |
| Eisenberg             | 10 01     | 25.07.1952 | N < Jena (t) und Zeitz (t)                                                                         |
| Eisenberg             | 10 01     | 04.12.1952 | TE < Stadtroda                                                                                     |
| Eisenberg             | 16 0 17   | 03.10.1990 | B                                                                                                  |
| Eisenhüttenstadt      | 05 06     | 17.05.1990 | NÄ < Eisenhüttenstadt-Land                                                                         |
| Eisenhüttenstadt      | 12 0 21   | 03.10.1990 | B                                                                                                  |
| Eisenhüttenstadt-Land | 05 06     | 13.11.1961 | NÄ < Fürstenberg                                                                                   |
| Eisenhüttenstadt-Land | 05 06     | 17.05.1990 | NÄ > Eisenhüttenstadt                                                                              |
| Eisleben              | II3 333II | 01.07.1950 | N < Mansfelder Gebirgskreis (grt.), Mansfelder Seekreis (grt.) und Stadtkreis Lutherstadt Eisleben |
| Eisleben              | 08 05     | 25.07.1952 | TE < Sangerhausen; TA > Bernburg und Hettstedt                                                     |
| Eisleben              | 08 05     | 04.12.1952 | TA > Saalkreis                                                                                     |
| Eisleben              | 08 05     | 01.04.1979 | TA > Saalkreis                                                                                     |
| Eisleben              | 15 2 15   | 03.10.1990 | B                                                                                                  |
| Erfurt                | II4 286II | 01.07.1950 | N < Arnstadt (t), Gotha (t), Langensalza (t), Weimar (t) und Weißensee                             |
| Erfurt                | II4 286II | 25.07.1952 | A > Erfurt-Land, Langensalza, Sömmerda und Weimar-Land                                             |
| Erfurt                | 09 04     | 17.05.1990 | NÄ < Erfurt-Land                                                                                   |
| Erfurt                | 16 0 18   | 03.10.1990 | B                                                                                                  |
| Erfurt-Land           | 09 04     | 25.07.1952 | N < Erfurt (t) und Gotha (t)                                                                       |
| Erfurt-Land           | 09 04     | 04.12.1952 | TE < Sömmerda und Weimar-Land                                                                      |
| Erfurt-Land           | 09 04     | 17.05.1990 | NÄ > Erfurt                                                                                        |

### F
| Kreis (Landkreis) | Nr.       | Datum      | Maßnahme; ggf. Sitz der Kreisverwaltung                                                               |
| ----------------- | --------- | ---------- | --- |
| Finsterwalde      | 06 05     | 25.07.1952 | N < Luckau (t)                                                                                        |
| Finsterwalde      | 12 0 22   | 03.10.1990 | B |
| Flöha             | 5 379     | 07.10.1949 | R |
| Flöha             | 5 379     | 01.07.1950 | TE < Döbeln                                                                                           |
| Flöha             | 14 06     | 25.07.1952 | TE < Freiberg; TA > Hainichen und Zschopau                                                            |
| Flöha             | 14 06     | 04.12.1952 | TA > Chemnitz-Land, Hainichen und Zschopau                                                            |
| Flöha             | 14 0 24   | 03.10.1990 | B |
| Forst             | 06 06     | 25.07.1952 | N < Cottbus (t) und Spremberg (Lausitz) (t)                                                           |
| Forst             | 12 0 23   | 03.10.1990 | B |
| Frankfurt (Oder)  | 1 169     | 01.07.1950 | N < Beeskow-Storkow (t), Guben (t), Lebus (t), Lübben (Spreewald) (t) und Stadtkreis Frankfurt (Oder) |
| Frankfurt (Oder)  | 1 169     | 25.07.1952 | A > Beeskow, Fürstenberg, Fürstenwalde, Guben und Stadtkreis Frankfurt (Oder)                         |
| Freiberg          | 5 380     | 07.10.1949 | R |
| Freiberg          | 5 380     | 01.07.1950 | TE < Dippoldiswalde; GA <> Marienberg                                                                 |
| Freiberg          | 14 07     | 25.07.1952 | TE < Meißen; TA > Brand-Erbisdorf, Flöha, Freital, Hainichen und Marienberg                           |
| Freiberg          | 14 07     | 04.12.1952 | TE < Hainichen; TA > Freital                                                                          |
| Freiberg          | 14 0 25   | 03.10.1990 | B |
| Freital           | 12 05     | 25.07.1952 | N < Dippoldiswalde (t), Dresden (t), Freiberg (t) und Meißen (t)                                      |
| Freital           | 12 05     | 04.12.1952 | TE < Freiberg und Meißen                                                                              |
| Freital           | 14 0 26   | 03.10.1990 | B |
| Fürstenberg       | 05 06     | 25.07.1952 | N < Frankfurt (Oder) (t)                                                                              |
| Fürstenberg       | 05 06     | 01.02.1953 | TA > Stadtkreis Stalinstadt                                                                           |
| Fürstenberg       | 05 06     | 13.11.1961 | NÄ > Eisenhüttenstadt-Land                                                                            |
| Fürstenwalde      | II1 176II | 01.07.1950 | N < Beeskow-Storkow (grt), Lebus (t) und Niederbarnim (t)                                             |
| Fürstenwalde      | II1 176II | 01.08.1951 | TE < Seelow                                                                                           |
| Fürstenwalde      | 05 07     | 25.07.1952 | TE < Frankfurt (Oder), Niederbarnim und Seelow; TA > Beeskow, Königs Wusterhausen und Strausberg      |
| Fürstenwalde      | 05 07     | 04.12.1952 | TA > Seelow                                                                                           |
| Fürstenwalde      | 12 0 24   | 03.10.1990 | B |

### G
| Kreis (Landkreis) | Nr.       | Datum      | Maßnahme; ggf. Sitz der Kreisverwaltung                                             |
| ----------------- | --------- | ---------- | ----------------------------------------------------------------------------------- |
| Gadebusch         | 02 02     | 25.07.1952 | N < Grevesmühlen (t), Hagenow (t) und Schwerin (t)                                  |
| Gadebusch         | 02 02     | 01.01.1957 | TE < Grevesmühlen                                                                   |
| Gadebusch         | 13 0 16   | 03.10.1990 | B                                                                                   |
| Gardelegen        | 3 304     | 07.10.1949 | R                                                                                   |
| Gardelegen        | 3 304     | 01.07.1950 | TE < Salzwedel; TA > Haldensleben                                                   |
| Gardelegen        | 07 03     | 25.07.1952 | TA > Haldensleben, Kalbe (Milde) und Klötze                                         |
| Gardelegen        | 07 03     | 04.12.1952 | TA > Stendal                                                                        |
| Gardelegen        | 07 03     | 01.01.1988 | TE < Kalbe (Milde)                                                                  |
| Gardelegen        | 15 3 16   | 03.10.1990 | B                                                                                   |
| Geithain          | 13 06     | 25.07.1952 | N < Borna (t) und Rochlitz (t)                                                      |
| Geithain          | 13 06     | 04.12.1952 | TE < Altenburg; TA > Borna                                                          |
| Geithain          | 13 06     | 01.01.1974 | TE < Grimma                                                                         |
| Geithain          | 14 0 27   | 03.10.1990 | B                                                                                   |
| Genthin           | II3 307II | 01.07.1950 | N < Jerichow II (grt)                                                               |
| Genthin           | 07 04     | 25.07.1952 | TA > Brandenburg-Land                                                               |
| Genthin           | 15 3 17   | 03.10.1990 | B                                                                                   |
| Gera              | 4 269     | 07.10.1949 | R                                                                                   |
| Gera              | 4 269     | 01.07.1950 | TE < Stadtroda; TA > Greiz und Stadtkreis Gera                                      |
| Gera              | 4 269     | 25.07.1952 | A > Gera-Land, Schmölln, Werdau und Zeulenroda                                      |
| Gera              | 10 02     | 17.05.1990 | NÄ < Gera-Land                                                                      |
| Gera              | 16 0 19   | 03.10.1990 | B                                                                                   |
| Gera-Land         | 10 02     | 25.07.1952 | N < Gera (t)                                                                        |
| Gera-Land         | 10 02     | 04.12.1952 | TE < Pößneck, Schmölln und Zeulenroda                                               |
| Gera-Land         | 10 02     | 01.07.1958 | TE < Werdau                                                                         |
| Gera-Land         | 10 02     | 01.06.1968 | TE < Greiz                                                                          |
| Gera-Land         | 10 02     | 17.05.1990 | NÄ > Gera                                                                           |
| Glauchau          | 5 381     | 07.10.1949 | R                                                                                   |
| Glauchau          | 14 08     | 25.07.1952 | TA > Hohenstein-Ernstthal                                                           |
| Glauchau          | 14 08     | 04.12.1952 | TE < Werdau; TA > Zwickau-Land                                                      |
| Glauchau          | 14 08     | 01.01.1957 | TE < Altenburg und Schmölln                                                         |
| Glauchau          | 14 0 28   | 03.10.1990 | B                                                                                   |
| Görlitz           | 12 06     | 17.05.1990 | NÄ < Görlitz-Land                                                                   |
| Görlitz           | 14 0 29   | 03.10.1990 | B                                                                                   |
| Görlitz-Land      | 12 06     | 25.07.1952 | N < Löbau (t), Niesky (t) und Zittau (t)                                            |
| Görlitz-Land      | 12 06     | 17.05.1990 | NÄ > Görlitz                                                                        |
| Gotha             | 4 270     | 07.10.1949 | R                                                                                   |
| Gotha             | 4 270     | 01.07.1950 | E < Stadtkreis Gotha; TE < Weißensee; TA > Erfurt, Mühlhausen und Stadtkreis Erfurt |
| Gotha             | 09 05     | 25.07.1952 | TA > Erfurt-Land und Langensalza                                                    |
| Gotha             | 09 05     | 04.12.1952 | TE < Langensalza                                                                    |
| Gotha             | 09 05     | 01.01.1957 | TA > Arnstadt                                                                       |
| Gotha             | 16 0 20   | 03.10.1990 | B                                                                                   |
| Gräfenhainichen   | 08 06     | 25.07.1952 | N < Bitterfeld (t), Köthen (t) und Wittenberg (t)                                   |
| Gräfenhainichen   | 08 06     | 04.12.1952 | TA > Eilenburg                                                                      |
| Gräfenhainichen   | 15 1 18   | 03.10.1990 | B                                                                                   |
| Gransee           | 04 03     | 25.07.1952 | N < Niederbarnim (t), Ruppin (t) und Templin (t)                                    |
| Gransee           | 04 03     | 04.12.1952 | TA > Oranienburg                                                                    |
| Gransee           | 12 0 25   | 03.10.1990 | B                                                                                   |
| Greifswald        | 2 228     | 07.10.1949 | R                                                                                   |
| Greifswald        | 2 228     | 01.07.1950 | E < Stadtkreis Greifswald; TE < Grimmen; TA > Anklam                                |
| Greifswald        | 01 05     | 25.07.1952 | TA > Anklam und Wolgast                                                             |
| Greifswald        | 01 05     | 04.12.1952 | TA > Wolgast                                                                        |
| Greifswald        | 01 05     | 01.01.1957 | TA > Wolgast                                                                        |
| Greifswald        | 01 05     | 01.01.1968 | TE < Wolgast                                                                        |
| Greifswald        | 01 05     | 01.01.1974 | A > Greifswald-Land und Stadtkreis Greifswald                                       |
| Greifswald        | 01 05     | 17.05.1990 | NÄ < Greifswald-Land                                                                |
| Greifswald        | 13 0 17   | 03.10.1990 | B                                                                                   |
| Greifswald-Land   | 01 05     | 01.01.1974 | N < Greifswald (grt)                                                                |
| Greifswald-Land   | 01 05     | 17.05.1990 | NÄ > Greifswald                                                                     |
| Greiz             | 4 271     | 07.10.1949 | R                                                                                   |
| Greiz             | 4 271     | 01.07.1950 | E < Stadtkreis Greiz; TE < Gera                                                     |
| Greiz             | 10 11     | 25.07.1952 | TA > Werdau und Zeulenroda                                                          |
| Greiz             | 10 11     | 04.12.1952 | TE < Werdau und Zeulenroda                                                          |
| Greiz             | 10 11     | 01.06.1968 | TA > Gera-Land                                                                      |
| Greiz             | 16 0 21   | 03.10.1990 | B                                                                                   |
| Grevesmühlen      | 2 240     | 01.07.1950 | NÄ < Schönberg                                                                      |
| Grevesmühlen      | 01 06     | 25.07.1952 | TA > Gadebusch und Wismar-Land                                                      |
| Grevesmühlen      | 01 06     | 01.01.1957 | TA > Gadebusch                                                                      |
| Grevesmühlen      | 13 0 18   | 03.10.1990 | B                                                                                   |
| Grimma            | 5 382     | 07.10.1949 | R                                                                                   |
| Grimma            | 13 07     | 25.07.1952 | TE < Döbeln; TA > Leipzig-Land, Rochlitz und Wurzen                                 |
| Grimma            | 13 07     | 01.01.1954 | TE < Döbeln                                                                         |
| Grimma            | 13 07     | 01.01.1974 | TA > Geithain                                                                       |
| Grimma            | 14 0 30   | 03.10.1990 | B                                                                                   |
| Grimmen           | 2 229     | 07.10.1949 | R                                                                                   |
| Grimmen           | 2 229     | 01.07.1950 | TA > Demmin und Greifswald                                                          |
| Grimmen           | 01 07     | 25.07.1952 | TA > Demmin                                                                         |
| Grimmen           | 01 07     | 04.12.1952 | TE < Stralsund-Land                                                                 |
| Grimmen           | 01 07     | 01.01.1956 | TA > Stralsund-Land                                                                 |
| Grimmen           | 13 0 19   | 03.10.1990 | B                                                                                   |
| Großenhain        | 5 383     | 07.10.1949 | R                                                                                   |
| Großenhain        | 5 383     | 01.07.1950 | TE < Kamenz; TA > Dresden                                                           |
| Großenhain        | 12 07     | 25.07.1952 | TA > Riesa                                                                          |
| Großenhain        | 12 07     | 04.12.1952 | TE < Riesa                                                                          |
| Großenhain        | 12 07     | 01.01.1960 | GA <> Riesa                                                                         |
| Großenhain        | 14 0 31   | 03.10.1990 | B                                                                                   |
| Guben             | 1 180     | 07.10.1949 | R                                                                                   |
| Guben             | 1 180     | 01.07.1950 | A > Cottbus und Frankfurt (Oder)                                                    |
| Guben             | 06 07     | 25.07.1952 | N < Cottbus (t) und Frankfurt (Oder) (t)                                            |
| Guben             | 06 07     | 04.12.1952 | TA > Beeskow                                                                        |
| Guben             | 12 0 26   | 03.10.1990 | B                                                                                   |
| Güstrow           | 2 230     | 07.10.1949 | R                                                                                   |
| Güstrow           | 2 230     | 01.07.1950 | E < Stadtkreis Güstrow                                                              |
| Güstrow           | 2 230     | 01.10.1951 | TE < Wismar                                                                         |
| Güstrow           | 02 03     | 25.07.1952 | TA > Bützow und Teterow                                                             |
| Güstrow           | 02 03     | 04.12.1952 | TE < Teterow                                                                        |
| Güstrow           | 02 03     | 01.01.1960 | TE < Waren                                                                          |
| Güstrow           | 13 0 20   | 03.10.1990 | B                                                                                   |

### H
| Kreis (Landkreis)    | Nr.       | Datum      | Maßnahme; ggf. Sitz der Kreisverwaltung                                 |
| -------------------- | --------- | ---------- | ----------------------------------------------------------------------- |
| Hagenow              | 2 231     | 07.10.1949 | R                                                                       |
| Hagenow              | 2 231     | 01.07.1950 | TE < Schwerin                                                           |
| Hagenow              | 02 04     | 04.12.1952 | TE < Ludwigslust; TA > Gadebusch                                        |
| Hagenow              | 02 04     | 01.07.1961 | TA > Schwerin-Land                                                      |
| Hagenow              | 13 0 21   | 03.10.1990 | B                                                                       |
| Hainichen            | 14 10     | 25.07.1952 | N < Döbeln (t), Flöha (t), Freiberg (t) und Rochlitz (t)                |
| Hainichen            | 14 10     | 04.12.1952 | TE < Flöha; TA > Döbeln und Freiberg                                    |
| Hainichen            | 14 10     | 01.01.1967 | TA > Karl-Marx-Stadt-Land                                               |
| Hainichen            | 14 0 32   | 03.10.1990 | B                                                                       |
| Halberstadt          | 07 05     | 25.07.1952 | N < Oschersleben (Bode) (t), Wernigerode (t) und Stadtkreis Halberstadt |
| Halberstadt          | 07 05     | 01.01.1957 | TA > Wernigerode                                                        |
| Halberstadt          | 15 3 19   | 03.10.1990 | B                                                                       |
| Haldensleben         | 3 313     | 07.10.1949 | R                                                                       |
| Haldensleben         | 3 313     | 01.07.1950 | TE < Gardelegen; TA > Oschersleben (Bode)                               |
| Haldensleben         | 07 06     | 25.07.1952 | TE < Gardelegen; TA > Oschersleben und Wanzleben                        |
| Haldensleben         | 07 06     | 04.12.1952 | TA > Klötze                                                             |
| Haldensleben         | 15 3 20   | 03.10.1990 | B                                                                       |
| Havelberg            | 07 07     | 25.07.1952 | N < Genthin (t) und Westprignitz (t)                                    |
| Havelberg            | 07 07     | 01.01.1957 | TA > Rathenow                                                           |
| Havelberg            | 15 3 21   | 03.10.1990 | B                                                                       |
| Heiligenstadt        | 09 06     | 25.07.1952 | N < Worbis (t)                                                          |
| Heiligenstadt        | 09 06     | 04.12.1952 | GA <> Worbis                                                            |
| Heiligenstadt        | 16 0 22   | 03.10.1990 | B                                                                       |
| Herzberg             | II3 351II | 01.07.1950 | NÄ < Schweinitz                                                         |
| Herzberg             | 06 14     | 25.07.1952 | TE < Liebenwerda und Torgau; TA > Jessen und Jüterbog                   |
| Herzberg             | 06 14     | 04.12.1952 | TA > Torgau                                                             |
| Herzberg             | 06 14     | 01.01.1957 | TE < Luckau                                                             |
| Herzberg             | 12 0 27   | 03.10.1990 | B                                                                       |
| Hettstedt            | 08 08     | 25.07.1952 | N < Bernburg (t), Eisleben (t) und Sangerhausen (t)                     |
| Hettstedt            | 08 08     | 04.12.1952 | TE < Bernburg                                                           |
| Hettstedt            | 15 2 22   | 03.10.1990 | B                                                                       |
| Hildburghausen       | 4 272     | 07.10.1949 | R                                                                       |
| Hildburghausen       | 4 272     | 01.07.1950 | TE < Arnstadt; GA <> Suhl                                               |
| Hildburghausen       | 11 02     | 25.07.1952 | TA > Meiningen und Suhl-Land                                            |
| Hildburghausen       | 11 02     | 04.12.1952 | TA > Suhl-Land                                                          |
| Hildburghausen       | 11 02     | 01.01.1957 | TE < Meiningen                                                          |
| Hildburghausen       | 16 0 23   | 03.10.1990 | B                                                                       |
| Hohenmölsen          | 08 17     | 25.07.1952 | N < Weißenfels (t) und Zeitz (t)                                        |
| Hohenmölsen          | 08 17     | 04.12.1952 | TA > Weißenfels                                                         |
| Hohenmölsen          | 08 17     | 01.01.1956 | TA > Weißenfels                                                         |
| Hohenmölsen          | 15 2 23   | 03.10.1990 | B                                                                       |
| Hohenstein-Ernstthal | 14 11     | 25.07.1952 | N < Chemnitz (t) und Glauchau (t)                                       |
| Hohenstein-Ernstthal | 14 0 33   | 03.10.1990 | B                                                                       |
| Hoyerswerda          | 5 384     | 07.10.1949 | R                                                                       |
| Hoyerswerda          | 06 08     | 25.07.1952 | TA > Senftenberg                                                        |
| Hoyerswerda          | 14 0 34   | 03.10.1990 | B                                                                       |

### I
| Kreis (Landkreis) | Nr.     | Datum      | Maßnahme; ggf. Sitz der Kreisverwaltung       |
| ----------------- | ------- | ---------- | --------------------------------------------- |
| Ilmenau           | 11 03   | 25.07.1952 | N < Arnstadt (t), Rudolstadt (t) und Suhl (t) |
| Ilmenau           | 16 0 24 | 03.10.1990 | B                                             |

### J
| Kreis (Landkreis) | Nr.     | Datum      | Maßnahme; ggf. Sitz der Kreisverwaltung                                     |
| ----------------- | ------- | ---------- | --------------------------------------------------------------------------- |
| Jena              | 4 283   | 01.07.1950 | N < Stadtroda (t) und Weimar (t)                                            |
| Jena              | 10 03   | 25.07.1952 | A > Apolda, Eisenberg, Jena-Land (grt), Naumburg, Stadtroda und Weimar-Land |
| Jena              | 10 03   | 17.05.1990 | NÄ < Jena-Land                                                              |
| Jena              | 16 0 25 | 03.10.1990 | B                                                                           |
| Jena-Land         | 10 03   | 25.07.1952 | N < Jena (t)                                                                |
| Jena-Land         | 10 03   | 04.12.1952 | TE < Weimar-Land                                                            |
| Jena-Land         | 10 03   | 01.01.1956 | TE < Naumburg                                                               |
| Jena-Land         | 10 03   | 01.04.1969 | TA > Stadtkreis Jena                                                        |
| Jena-Land         | 10 03   | 17.05.1990 | NÄ > Jena                                                                   |
| Jerichow I        | I3 307I | 07.10.1949 | R; KV in Burg                                                               |
| Jerichow I        | I3 307I | 01.07.1950 | A > Burg (grt) und Schönebeck                                               |
| Jerichow II       | I3 309I | 07.10.1949 | R; KV in Genthin                                                            |
| Jerichow II       | I3 309I | 01.07.1950 | A > Burg, Genthin (grt) und Westhavelland                                   |
| Jessen            | 06 15   | 25.07.1952 | N < Herzberg (t) und Torgau (t)                                             |
| Jessen            | 15 1 24 | 03.10.1990 | B                                                                           |
| Jüterbog          | 04 05   | 25.07.1952 | N < Herzberg (t), Luckenwalde (t), Wittenberg (t) und Zauch-Belzig (t)      |
| Jüterbog          | 04 05   | 04.12.1952 | TA > Luckau                                                                 |
| Jüterbog          | 04 05   | 01.01.1957 | TA > Luckenwalde                                                            |
| Jüterbog          | 12 0 28 | 03.10.1990 | B                                                                           |

### K
| Kreis (Landkreis)    | Nr.       | Datum      | Maßnahme; ggf. Sitz der Kreisverwaltung                                           |
| -------------------- | --------- | ---------- | --------------------------------------------------------------------------------- |
| Kalbe (Milde)        | 07 08     | 25.07.1952 | N < Gardelegen (t), Osterburg (t), Salzwedel (t) und Stendal (t)                  |
| Kalbe (Milde)        | 07 08     | 04.12.1952 | TA > Salzwedel                                                                    |
| Kalbe (Milde)        | 07 08     | 01.01.1957 | TA > Osterburg                                                                    |
| Kalbe (Milde)        | 07 08     | 01.01.1988 | A > Gardelegen, Osterburg und Salzwedel                                           |
| Kamenz               | 5 385     | 07.10.1949 | R                                                                                 |
| Kamenz               | 5 385     | 01.07.1950 | TA > Großenhain                                                                   |
| Kamenz               | 12 08     | 25.07.1952 | TA > Bischofswerda                                                                |
| Kamenz               | 12 08     | 04.12.1952 | TA > Bautzen und Bischofswerda                                                    |
| Kamenz               | 12 08     | 01.01.1957 | TA > Bautzen                                                                      |
| Kamenz               | 14 0 35   | 03.10.1990 | B                                                                                 |
| Karl-Marx-Stadt-Land | 14 05     | 10.05.1953 | NÄ < Chemnitz-Land                                                                |
| Karl-Marx-Stadt-Land | 14 05     | 01.01.1967 | TE < Hainichen                                                                    |
| Karl-Marx-Stadt-Land | 14 05     | 01.01.1990 | NÄ > Chemnitz-Land                                                                |
| Klingenthal          | 14 18     | 25.07.1952 | N < Auerbach (t) und Oelsnitz (t)                                                 |
| Klingenthal          | 14 18     | 04.12.1952 | TE < Oelsnitz                                                                     |
| Klingenthal          | 14 0 36   | 03.10.1990 | B                                                                                 |
| Klötze               | 07 09     | 25.07.1952 | N < Gardelegen (t) und Salzwedel (t)                                              |
| Klötze               | 07 09     | 04.12.1952 | TE < Haldensleben                                                                 |
| Klötze               | 15 3 25   | 03.10.1990 | B                                                                                 |
| Kölleda              | II3 337II | 01.07.1950 | N < Eckartsberga (grt)                                                            |
| Kölleda              | II3 337II | 25.07.1952 | A > Apolda, Artern, Naumburg, Nebra und Sömmerda                                  |
| Königs Wusterhausen  | 04 07     | 25.07.1952 | N < Fürstenwalde (t) und Teltow (t)                                               |
| Königs Wusterhausen  | 04 07     | 04.12.1952 | TE < Beeskow                                                                      |
| Königs Wusterhausen  | 12 0 29   | 03.10.1990 | B                                                                                 |
| Köthen               | II3 326II | 01.07.1950 | N < Dessau-Köthen und Stadtkreis Köthen                                           |
| Köthen               | 08 09     | 25.07.1952 | TE < Schönebeck; TA > Bernburg, Bitterfeld, Gräfenhainichen und Stadtkreis Dessau |
| Köthen               | 15 1 26   | 03.10.1990 | B                                                                                 |
| Kyritz               | 04 08     | 25.07.1952 | N < Ostprignitz (t) und Ruppin (t)                                                |
| Kyritz               | 04 08     | 01.01.1956 | TA > Nauen                                                                        |
| Kyritz               | 04 08     | 01.01.1958 | TA > Rathenow                                                                     |
| Kyritz               | 12 0 30   | 03.10.1990 | B                                                                                 |

### L
| Kreis (Landkreis) | Nr.     | Datum      | Maßnahme; ggf. Sitz der Kreisverwaltung                                 |
| ----------------- | ------- | ---------- | ----------------------------------------------------------------------- |
| Langensalza       | 4 273   | 07.10.1949 | R                                                                       |
| Langensalza       | 4 273   | 01.07.1950 | A > Erfurt, Gotha und Mühlhausen                                        |
| Langensalza       | 09 07   | 25.07.1952 | N < Erfurt (t), Gotha (t) und Mühlhausen (t)                            |
| Langensalza       | 09 07   | 04.12.1952 | TE < Mühlhausen; TA > Gotha                                             |
| Langensalza       | 16 0 26 | 03.10.1990 | B                                                                       |
| Lebus             | I1 178I | 07.10.1949 | R; KV in Seelow                                                         |
| Lebus             | I1 178I | 01.07.1950 | A > Frankfurt (Oder), Fürstenwalde und Seelow (grt)                     |
| Leipzig           | 5 386   | 07.10.1949 | R                                                                       |
| Leipzig           | 5 386   | 25.07.1952 | A > Borna und Leipzig-Land                                              |
| Leipzig           | 13 08   | 17.05.1990 | NÄ < Leipzig-Land                                                       |
| Leipzig           | 14 0 37 | 03.10.1990 | B                                                                       |
| Leipzig-Land      | 13 08   | 25.07.1952 | N < Grimma (t), Leipzig (t), Merseburg (t) und Weißenfels (t)           |
| Leipzig-Land      | 13 08   | 01.05.1953 | TE < Borna                                                              |
| Leipzig-Land      | 13 08   | 01.01.1974 | TE < Borna                                                              |
| Leipzig-Land      | 13 08   | 17.05.1990 | NÄ > Leipzig                                                            |
| Liebenwerda       | 3 350   | 07.10.1949 | R                                                                       |
| Liebenwerda       | 3 350   | 25.07.1952 | A > Bad Liebenwerda (grt), Herzberg, Senftenberg und Torgau             |
| Löbau             | 5 387   | 07.10.1949 | R                                                                       |
| Löbau             | 12 10   | 25.07.1952 | TA > Görlitz-Land                                                       |
| Löbau             | 12 10   | 04.12.1952 | TE < Bautzen                                                            |
| Löbau             | 12 10   | 01.01.1979 | TE < Bautzen                                                            |
| Löbau             | 14 0 38 | 03.10.1990 | B                                                                       |
| Lobenstein        | 10 04   | 25.07.1952 | N < Saalfeld (t) und Schleiz (t)                                        |
| Lobenstein        | 10 04   | 04.12.1952 | TE < Saalfeld                                                           |
| Lobenstein        | 16 0 27 | 03.10.1990 | B                                                                       |
| Loburg            | 07 02   | 25.07.1952 | N < Burg (t)                                                            |
| Loburg            | 07 02   | 04.12.1952 | TA > Brandenburg-Land                                                   |
| Loburg            | 07 02   | 20.06.1957 | A > Brandenburg-Land, Burg (grt) und Zerbst                             |
| Lübben            | 1 184   | 07.10.1949 | R                                                                       |
| Lübben            | 1 184   | 01.07.1950 | TE < Beeskow-Storkow, Calau, Cottbus und Luckau; TA > Frankfurt (Oder)  |
| Lübben            | 06 09   | 25.07.1952 | TA > Beeskow, Calau und Cottbus                                         |
| Lübben            | 06 09   | 04.12.1952 | TE < Beeskow                                                            |
| Lübben            | 06 09   | 15.12.1966 | TE < Beeskow                                                            |
| Lübben            | 12 0 31 | 03.10.1990 | B                                                                       |
| Lübz              | 02 06   | 25.07.1952 | N < Parchim (t)                                                         |
| Lübz              | 13 0 23 | 03.10.1990 | B                                                                       |
| Luckau            | 1 185   | 07.10.1949 | R                                                                       |
| Luckau            | 1 185   | 01.07.1950 | TE < Calau, Luckenwalde, Schweinitz und Teltow; TA > Lübben (Spreewald) |
| Luckau            | 06 10   | 25.07.1952 | TE < Luckenwalde; TA > Calau und Finsterwalde                           |
| Luckau            | 06 10   | 04.12.1952 | TE < Calau und Jüterbog; TA > Zossen                                    |
| Luckau            | 06 10   | 01.01.1957 | TA > Herzberg                                                           |
| Luckau            | 12 0 32 | 03.10.1990 | B                                                                       |
| Luckenwalde       | 1 195   | 07.10.1949 | R                                                                       |
| Luckenwalde       | 1 195   | 01.07.1950 | TA > Luckau                                                             |
| Luckenwalde       | 04 09   | 25.07.1952 | TE < Teltow; TA > Jüterbog, Luckau und Zossen                           |
| Luckenwalde       | 04 09   | 01.10.1954 | TA > Zossen                                                             |
| Luckenwalde       | 04 09   | 01.01.1957 | TE < Jüterbog                                                           |
| Luckenwalde       | 12 0 33 | 03.10.1990 | B                                                                       |
| Ludwigslust       | 2 232   | 07.10.1949 | R                                                                       |
| Ludwigslust       | 2 232   | 01.07.1950 | TE < Parchim                                                            |
| Ludwigslust       | 02 05   | 25.07.1952 | TE < Westprignitz; TA > Parchim                                         |
| Ludwigslust       | 02 05   | 04.12.1952 | TA > Hagenow                                                            |
| Ludwigslust       | 02 05   | 01.01.1973 | TE < Perleberg                                                          |
| Ludwigslust       | 02 05   | 01.01.1974 | TE < Parchim                                                            |
| Ludwigslust       | 02 05   | 25.04.1974 | TE < Perleberg                                                          |
| Ludwigslust       | 13 0 22 | 03.10.1990 | B                                                                       |

### M
| Kreis (Landkreis)       | Nr.     | Datum      | Maßnahme; ggf. Sitz der Kreisverwaltung                                                 |
| ----------------------- | ------- | ---------- | --------------------------------------------------------------------------------------- |
| Malchin                 | 2 233   | 07.10.1949 | R                                                                                       |
| Malchin                 | 2 233   | 01.07.1950 | GA <> Demmin; TA > Waren                                                                |
| Malchin                 | 03 04   | 25.07.1952 | TE < Demmin; TA > Teterow                                                               |
| Malchin                 | 03 04   | 04.12.1952 | TA > Demmin                                                                             |
| Malchin                 | 13 0 24 | 03.10.1990 | B                                                                                       |
| Mansfelder Gebirgskreis | 3 334   | 07.10.1949 | R; KV in Mansfeld                                                                       |
| Mansfelder Gebirgskreis | 3 334   | 01.07.1950 | A > Eisleben, Quedlinburg und Sangerhausen                                              |
| Mansfelder Seekreis     | I3 333I | 07.10.1949 | R; KV in Eisleben                                                                       |
| Mansfelder Seekreis     | I3 333I | 01.07.1950 | A > Bernburg, Eisleben, Querfurt und Saalkreis                                          |
| Marienberg              | 5 388   | 07.10.1949 | R                                                                                       |
| Marienberg              | 5 388   | 01.07.1950 | GA <> Freiberg                                                                          |
| Marienberg              | 14 12   | 25.07.1952 | TE < Freiberg; TA > Zschopau                                                            |
| Marienberg              | 14 0 39 | 03.10.1990 | B                                                                                       |
| Meiningen               | 4 274   | 07.10.1949 | R                                                                                       |
| Meiningen               | 4 274   | 01.07.1950 | TE < Schmalkalden; TA > Bad Salzungen                                                   |
| Meiningen               | 4 274   | 01.02.1952 | TA > Bad Salzungen und Suhl                                                             |
| Meiningen               | 11 05   | 25.07.1952 | TE < Bad Salzungen und Hildburghausen; TA > Schmalkalden                                |
| Meiningen               | 11 05   | 01.01.1957 | TA > Hildburghausen                                                                     |
| Meiningen               | 16 0 28 | 03.10.1990 | B                                                                                       |
| Meißen                  | 5 389   | 07.10.1949 | R                                                                                       |
| Meißen                  | 5 389   | 01.07.1950 | TA > Döbeln und Dresden                                                                 |
| Meißen                  | 12 11   | 25.07.1952 | ÄNr                                                                                     |
| Meißen                  | 12 11   | 04.12.1952 | TA > Döbeln, Dresden-Land, Freiberg, Freital und Riesa                                  |
| Meißen                  | 14 0 40 | 03.10.1990 | B                                                                                       |
| Merseburg               | 3 340   | 07.10.1949 | R                                                                                       |
| Merseburg               | 3 340   | 01.07.1950 | E < Stadtkreis Merseburg; GA <> Weißenfels; TA > Saalkreis und Stadtkreis Halle (Saale) |
| Merseburg               | 08 11   | 25.07.1952 | TA > Leipzig-Land und Saalkreis                                                         |
| Merseburg               | 08 11   | 04.12.1952 | TE < Nebra                                                                              |
| Merseburg               | 15 2 27 | 03.10.1990 | B                                                                                       |
| Mühlhausen              | 4 275   | 07.10.1949 | R                                                                                       |
| Mühlhausen              | 4 275   | 01.07.1950 | E < Stadtkreis Mühlhausen/Thüringen; TE < Gotha und Langensalza; TA > Eisenach          |
| Mühlhausen              | 09 09   | 25.07.1952 | TA > Eisenach, Langensalza und Worbis                                                   |
| Mühlhausen              | 09 09   | 04.12.1952 | TE < Worbis; TA > Langensalza                                                           |
| Mühlhausen              | 16 0 29 | 03.10.1990 | B                                                                                       |

### N
| Kreis (Landkreis)   | Nr.     | Datum      | Maßnahme; ggf. Sitz der Kreisverwaltung                       |
| ------------------- | ------- | ---------- | ------------------------------------------------------------- |
| Nauen               | 04 10   | 25.07.1952 | N < Osthavelland (t) und Westhavelland (t)                    |
| Nauen               | 04 10   | 04.12.1952 | TE < Neuruppin und Rathenow                                   |
| Nauen               | 04 10   | 01.01.1956 | TE < Kyritz                                                   |
| Nauen               | 04 10   | 01.01.1961 | TE < Berlin, Hauptstadt der DDR                               |
| Nauen               | 12 0 34 | 03.10.1990 | B                                                             |
| Naumburg            | 08 12   | 25.07.1952 | N < Jena (t), Kölleda (t), Weißenfels (t) und Zeitz (t)       |
| Naumburg            | 08 12   | 04.12.1952 | TE < Weißenfels                                               |
| Naumburg            | 08 12   | 01.01.1956 | TA > Jena-Land                                                |
| Naumburg            | 08 12   | 01.01.1957 | TA > Zeitz                                                    |
| Naumburg            | 15 2 28 | 03.10.1990 | B                                                             |
| Nebra               | 08 10   | 25.07.1952 | N < Kölleda (t) und Querfurt (t)                              |
| Nebra               | 08 10   | 04.12.1952 | TA > Merseburg                                                |
| Nebra               | 08 10   | 01.01.1956 | TE < Artern                                                   |
| Nebra               | 15 2 29 | 03.10.1990 | B                                                             |
| Neubrandenburg      | 2 234   | 07.10.1949 | R                                                             |
| Neubrandenburg      | 2 234   | 01.07.1950 | TE < Demmin und Malchin                                       |
| Neubrandenburg      | 03 05   | 25.07.1952 | TA > Altentreptow, Strasburg und Ueckermünde                  |
| Neubrandenburg      | 03 05   | 04.12.1952 | TE < Altentreptow und Strasburg                               |
| Neubrandenburg      | 03 05   | 01.01.1969 | A > Neubrandenburg-Land und Stadtkreis Neubrandenburg         |
| Neubrandenburg      | 03 05   | 17.05.1990 | NÄ < Neubrandenburg-Land                                      |
| Neubrandenburg      | 13 0 25 | 03.10.1990 | B                                                             |
| Neubrandenburg-Land | 03 05   | 01.01.1969 | N < Demmin (t), Malchin (t) und Neubrandenburg (grt)          |
| Neubrandenburg-Land | 03 05   | 17.05.1990 | NÄ > Neubrandenburg                                           |
| Neuhaus am Rennweg  | 11 04   | 25.07.1952 | N < Rudolstadt (t) und Sonneberg (t)                          |
| Neuhaus am Rennweg  | 16 0 30 | 03.10.1990 | B                                                             |
| Neuruppin           | 04 11   | 25.07.1952 | N < Osthavelland (t) und Ruppin (t)                           |
| Neuruppin           | 04 11   | 04.12.1952 | TA > Nauen                                                    |
| Neuruppin           | 12 0 35 | 03.10.1990 | B                                                             |
| Neustrelitz         | 2 235   | 07.10.1949 | R                                                             |
| Neustrelitz         | 2 235   | 01.07.1950 | TE < Waren; TA > Ruppin                                       |
| Neustrelitz         | 03 06   | 25.07.1952 | TE < Waren                                                    |
| Neustrelitz         | 03 06   | 04.12.1952 | TE < Waren                                                    |
| Neustrelitz         | 13 0 26 | 03.10.1990 | B                                                             |
| Niederbarnim        | 1 173   | 07.10.1949 | R; KV in Bernau                                               |
| Niederbarnim        | 1 173   | 01.07.1950 | TE < Oberbarnim; TA > Fürstenwalde                            |
| Niederbarnim        | 1 173   | 25.07.1952 | A > Bernau, Fürstenwalde, Gransee, Oranienburg und Strausberg |
| Niesky              | 5 396   | 07.10.1949 | R                                                             |
| Niesky              | 5 396   | 01.08.1951 | TA > Stadtkreis Görlitz                                       |
| Niesky              | 12 12   | 25.07.1952 | TA > Görlitz-Land und Weißwasser                              |
| Niesky              | 14 0 41 | 03.10.1990 | B                                                             |
| Nordhausen          | 4 276   | 07.10.1949 | R                                                             |
| Nordhausen          | 4 276   | 01.07.1950 | E < Stadtkreis Nordhausen                                     |
| Nordhausen          | 09 10   | 25.07.1952 | TE < Sangerhausen; TA > Worbis                                |
| Nordhausen          | 16 0 31 | 03.10.1990 | B                                                             |

### O
| Kreis (Landkreis) | Nr.     | Datum      | Maßnahme; ggf. Sitz der Kreisverwaltung                       |
| ----------------- | ------- | ---------- | ------------------------------------------------------------- |
| Oberbarnim        | 1 175   | 07.10.1949 | R; KV in Bad Freienwalde                                      |
| Oberbarnim        | 1 175   | 01.07.1950 | E < Stadtkreis Eberswalde; TE < Angermünde; TA > Niederbarnim |
| Oberbarnim        | 1 175   | 25.07.1952 | A > Bad Freienwalde, Eberswalde und Strausberg                |
| Oelsnitz          | 5 390   | 07.10.1949 | R                                                             |
| Oelsnitz          | 14 13   | 25.07.1952 | TA > Klingenthal                                              |
| Oelsnitz          | 14 13   | 04.12.1952 | TA > Klingenthal                                              |
| Oelsnitz          | 14 13   | 01.09.1968 | TA > Plauen-Land                                              |
| Oelsnitz          | 14 0 42 | 03.10.1990 | B                                                             |
| Oranienburg       | 04 14   | 25.07.1952 | N < Niederbarnim (t), Osthavelland (t) und Ruppin (t)         |
| Oranienburg       | 04 14   | 04.12.1952 | TE < Gransee                                                  |
| Oranienburg       | 12 0 36 | 03.10.1990 | B                                                             |
| Oschatz           | 5 391   | 07.10.1949 | R                                                             |
| Oschatz           | 5 391   | 01.07.1950 | TA > Döbeln                                                   |
| Oschatz           | 13 09   | 25.07.1952 | TE < Torgau; TA > Riesa                                       |
| Oschatz           | 13 09   | 04.12.1952 | TA > Riesa, Torgau und Wurzen                                 |
| Oschatz           | 13 09   | 21.09.1973 | TE < Döbeln                                                   |
| Oschatz           | 14 0 43 | 03.10.1990 | B                                                             |
| Oschersleben      | 3 315   | 07.10.1949 | R                                                             |
| Oschersleben      | 3 315   | 01.07.1950 | TE < Haldensleben; TA > Quedlinburg                           |
| Oschersleben      | 07 11   | 25.07.1952 | TE < Haldensleben; TA > Halberstadt                           |
| Oschersleben      | 15 3 30 | 03.10.1990 | B                                                             |
| Osterburg         | 3 303   | 07.10.1949 | R                                                             |
| Osterburg         | 3 303   | 01.07.1950 | TA > Salzwedel                                                |
| Osterburg         | 07 12   | 25.07.1952 | TA > Kalbe (Milde) und Seehausen                              |
| Osterburg         | 07 12   | 01.01.1957 | TE < Kalbe (Milde)                                            |
| Osterburg         | 07 12   | 02.07.1965 | E < Seehausen                                                 |
| Osterburg         | 07 12   | 17.04.1974 | TA > Stendal                                                  |
| Osterburg         | 07 12   | 01.01.1988 | TE < Kalbe (Milde)                                            |
| Osterburg         | 15 3 31 | 03.10.1990 | B                                                             |
| Osthavelland      | 1 192   | 07.10.1949 | R; KV in Nauen                                                |
| Osthavelland      | 1 192   | 01.07.1950 | TE < Westhavelland und Zauch-Belzig                           |
| Osthavelland      | 1 192   | 25.07.1952 | A > Nauen, Neuruppin, Oranienburg und Potsdam-Land            |
| Ostprignitz       | 1 199   | 07.10.1949 | R; KV in Kyritz                                               |
| Ostprignitz       | 1 199   | 01.07.1950 | TE < Parchim                                                  |
| Ostprignitz       | 1 199   | 25.07.1952 | A > Kyritz, Parchim, Pritzwalk und Wittstock                  |

### P
| Kreis (Landkreis) | Nr.       | Datum      | Maßnahme; ggf. Sitz der Kreisverwaltung                                       |
| ----------------- | --------- | ---------- | ----------------------------------------------------------------------------- |
| Parchim           | 2 236     | 07.10.1949 | R                                                                             |
| Parchim           | 2 236     | 01.07.1950 | TA > Ludwigslust, Ostprignitz und Wismar                                      |
| Parchim           | 02 07     | 25.07.1952 | TE < Ludwigslust und Ostprignitz; TA > Lübz                                   |
| Parchim           | 02 07     | 04.12.1952 | TA > Perleberg                                                                |
| Parchim           | 02 07     | 01.01.1974 | TA > Ludwigslust                                                              |
| Parchim           | 13 0 27   | 03.10.1990 | B                                                                             |
| Pasewalk          | II2 243II | 01.07.1950 | N < Prenzlau (t), Randow (t) und Ueckermünde                                  |
| Pasewalk          | 03 07     | 25.07.1952 | TE < Prenzlau; TA > Strasburg und Ueckermünde                                 |
| Pasewalk          | 03 07     | 04.12.1952 | TE < Ueckermünde                                                              |
| Pasewalk          | 13 0 28   | 03.10.1990 | B                                                                             |
| Perleberg         | 02 08     | 25.07.1952 | N < Westprignitz (t)                                                          |
| Perleberg         | 02 08     | 04.12.1952 | TE < Parchim                                                                  |
| Perleberg         | 02 08     | 01.01.1973 | TA > Ludwigslust                                                              |
| Perleberg         | 02 08     | 25.04.1974 | TA > Ludwigslust                                                              |
| Perleberg         | 12 0 37   | 03.10.1990 | B                                                                             |
| Pirna             | 5 392     | 07.10.1949 | R                                                                             |
| Pirna             | 5 392     | 01.07.1950 | TA > Stadtkreis Dresden                                                       |
| Pirna             | 12 13     | 25.07.1952 | TE < Dippoldiswalde; TA > Bischofswerda und Sebnitz                           |
| Pirna             | 12 13     | 04.12.1952 | TA > Sebnitz                                                                  |
| Pirna             | 12 13     | 01.01.1969 | TE < Sebnitz                                                                  |
| Pirna             | 14 0 44   | 03.10.1990 | B                                                                             |
| Plauen            | 5 393     | 07.10.1949 | R                                                                             |
| Plauen            | 5 393     | 01.07.1950 | TE < Auerbach; TA > Stadtkreis Plauen                                         |
| Plauen            | 5 393     | 25.07.1952 | A > Plauen-Land (grt), Reichenbach und Zeulenroda                             |
| Plauen            | 14 14     | 17.05.1990 | NÄ < Plauen-Land                                                              |
| Plauen            | 14 0 45   | 03.10.1990 | B                                                                             |
| Plauen-Land       | 14 14     | 25.07.1952 | N < Plauen (t)                                                                |
| Plauen-Land       | 14 14     | 04.12.1952 | TE < Zeulenroda                                                               |
| Plauen-Land       | 14 14     | 01.09.1968 | TE < Oelsnitz                                                                 |
| Plauen-Land       | 14 14     | 17.05.1990 | NÄ > Plauen                                                                   |
| Pößneck           | 10 05     | 25.07.1952 | N < Gera (t), Saalfeld (t) und Schleiz (t)                                    |
| Pößneck           | 10 05     | 04.12.1952 | GA <> Schleiz; TA > Gera-Land und Zeulenroda                                  |
| Pößneck           | 10 05     | 01.01.1956 | TA > Zeulenroda                                                               |
| Pößneck           | 10 05     | 01.01.1957 | TE < Schleiz                                                                  |
| Pößneck           | 16 0 32   | 03.10.1990 | B                                                                             |
| Potsdam           | 04 12     | 17.05.1990 | NÄ < Potsdam-Land                                                             |
| Potsdam           | 12 0 38   | 03.10.1990 | B                                                                             |
| Potsdam-Land      | 04 12     | 25.07.1952 | N < Osthavelland (t), Teltow (t), Zauch-Belzig (t) und Stadtkreis Potsdam (t) |
| Potsdam-Land      | 04 12     | 04.12.1952 | TE < Brandenburg-Land; TA > Zossen                                            |
| Potsdam-Land      | 04 12     | 29.03.1962 | TE < Zossen                                                                   |
| Potsdam-Land      | 04 12     | 17.05.1990 | NÄ > Potsdam                                                                  |
| Prenzlau          | 1 170     | 07.10.1949 | R                                                                             |
| Prenzlau          | 1 170     | 01.07.1950 | TE < Angermünde, Randow und Templin; TA > Pasewalk                            |
| Prenzlau          | 03 08     | 25.07.1952 | TE < Angermünde; GA <> Templin; TA > Pasewalk und Strasburg                   |
| Prenzlau          | 03 08     | 01.01.1956 | TA > Angermünde                                                               |
| Prenzlau          | 03 08     | 01.01.1962 | TE < Templin                                                                  |
| Prenzlau          | 12 0 39   | 03.10.1990 | B                                                                             |
| Pritzwalk         | 04 13     | 25.07.1952 | N < Ostprignitz (t)                                                           |
| Pritzwalk         | 04 13     | 04.12.1952 | GA <> Wittstock                                                               |
| Pritzwalk         | 12 0 40   | 03.10.1990 | B                                                                             |
| Putbus            | 01 04     | 25.07.1952 | N < Rügen (t)                                                                 |
| Putbus            | 01 04     | 01.01.1956 | A > Rügen                                                                     |

### Q
| Kreis (Landkreis) | Nr.     | Datum      | Maßnahme; ggf. Sitz der Kreisverwaltung |
| ----------------- | ------- | ---------- | --- |
| Quedlinburg       | 3 320   | 07.10.1949 | R |
| Quedlinburg       | 3 320   | 01.07.1950 | E < Ballenstedt und kreisfreie Stadt Quedlinburg; TE < Blankenburg, Mansfelder Gebirgskreis, Oschersleben (Bode) und Sangerhausen; TA > Bernburg |
| Quedlinburg       | 08 13   | 25.07.1952 | TA > Aschersleben und Staßfurt |
| Quedlinburg       | 15 3 32 | 03.10.1990 | B |
| Querfurt          | 3 338   | 07.10.1949 | R |
| Querfurt          | 3 338   | 01.07.1950 | TE < Eckartsberga, Mansfelder Seekreis und Sangerhausen; TA > Weißenfels                                                                         |
| Querfurt          | 08 14   | 25.07.1952 | TA > Artern und Nebra |
| Querfurt          | 15 2 33 | 03.10.1990 | B |

### R
| Kreis (Landkreis) | Nr.     | Datum      | Maßnahme; ggf. Sitz der Kreisverwaltung                                   |
| ----------------- | ------- | ---------- | ------------------------------------------------------------------------- |
| Randow            | 2 237   | 07.10.1949 | R; KV in Löcknitz                                                         |
| Randow            | 2 237   | 01.07.1950 | A > Angermünde, Pasewalk und Prenzlau                                     |
| Rathenow          | 04 15   | 25.07.1952 | N < Genthin (t) und Westhavelland (t)                                     |
| Rathenow          | 04 15   | 04.12.1952 | TA > Nauen                                                                |
| Rathenow          | 04 15   | 01.01.1957 | TE < Havelberg                                                            |
| Rathenow          | 04 15   | 01.01.1958 | TE < Kyritz                                                               |
| Rathenow          | 12 0 41 | 03.10.1990 | B                                                                         |
| Reichenbach       | 14 15   | 25.07.1952 | N < Auerbach (t), Plauen (t) und Zwickau (t)                              |
| Reichenbach       | 14 0 46 | 03.10.1990 | B                                                                         |
| Ribnitz-Damgarten | 01 03   | 25.07.1952 | N < Rostock (t) und Stralsund (t)                                         |
| Ribnitz-Damgarten | 01 03   | 04.12.1952 | TE < Rostock-Land                                                         |
| Ribnitz-Damgarten | 13 0 29 | 03.10.1990 | B                                                                         |
| Riesa             | 12 14   | 25.07.1952 | N < Großenhain (t) und Oschatz (t)                                        |
| Riesa             | 12 14   | 04.12.1952 | TE < Bad Liebenwerda, Meißen und Oschatz; TA > Großenhain                 |
| Riesa             | 12 14   | 01.07.1954 | TA > Bad Liebenwerda                                                      |
| Riesa             | 12 14   | 01.01.1960 | GA <> Großenhain                                                          |
| Riesa             | 14 0 47 | 03.10.1990 | B                                                                         |
| Röbel/Müritz      | 03 09   | 25.07.1952 | N < Waren (t)                                                             |
| Röbel/Müritz      | 03 09   | 04.12.1952 | GA <> Waren                                                               |
| Röbel/Müritz      | 03 09   | 01.01.1974 | TE < Waren                                                                |
| Röbel/Müritz      | 13 0 30 | 03.10.1990 | B                                                                         |
| Rochlitz          | 5 394   | 07.10.1949 | R                                                                         |
| Rochlitz          | 14 16   | 25.07.1952 | TE < Borna, Döbeln und Grimma; TA > Chemnitz-Land, Geithain und Hainichen |
| Rochlitz          | 14 16   | 04.12.1952 | TA > Chemnitz-Land                                                        |
| Rochlitz          | 14 0 48 | 03.10.1990 | B                                                                         |
| Roßlau            | 08 15   | 25.07.1952 | N < Zerbst (t)                                                            |
| Roßlau            | 15 1 34 | 03.10.1990 | B                                                                         |
| Rostock           | 2 238   | 07.10.1949 | R                                                                         |
| Rostock           | 2 238   | 01.07.1950 | TE < Stralsund; TA > Stadtkreis Rostock                                   |
| Rostock           | 2 238   | 25.07.1952 | A > Bad Doberan, Ribnitz-Damgarten, Rostock-Land (grt) und Teterow        |
| Rostock           | 01 08   | 17.05.1990 | NÄ < Rostock-Land                                                         |
| Rostock           | 13 0 31 | 03.10.1990 | B                                                                         |
| Rostock-Land      | 01 08   | 25.07.1952 | N < Rostock (t)                                                           |
| Rostock-Land      | 01 08   | 04.12.1952 | TA > Ribnitz-Damgarten                                                    |
| Rostock-Land      | 01 08   | 01.01.1958 | TE < Teterow                                                              |
| Rostock-Land      | 01 08   | 01.01.1960 | TA > Stadtkreis Rostock                                                   |
| Rostock-Land      | 01 08   | 17.05.1990 | NÄ > Rostock                                                              |
| Rudolstadt        | 4 277   | 07.10.1949 | R                                                                         |
| Rudolstadt        | 4 277   | 01.07.1950 | TE < Saalfeld und Weimar                                                  |
| Rudolstadt        | 10 06   | 25.07.1952 | TA > Ilmenau, Neuhaus am Rennweg und Weimar-Land                          |
| Rudolstadt        | 10 06   | 04.12.1952 | TE < Saalfeld                                                             |
| Rudolstadt        | 16 0 33 | 03.10.1990 | B                                                                         |
| Rügen             | 2 239   | 07.10.1949 | R; KV in Bergen auf Rügen                                                 |
| Rügen             | 2 239   | 25.07.1952 | A > Bergen und Putbus                                                     |
| Rügen             | 01 12   | 01.01.1956 | N < Bergen und Putbus; KV in Bergen auf Rügen                             |
| Rügen             | 13 0 32 | 03.10.1990 | B                                                                         |
| Ruppin            | 1 188   | 07.10.1949 | R; KV in Neu Ruppin                                                       |
| Ruppin            | 1 188   | 01.07.1950 | TE < Neustrelitz                                                          |
| Ruppin            | 1 188   | 01.08.1950 | TA > Templin                                                              |
| Ruppin            | 1 188   | 25.07.1952 | A > Gransee, Kyritz, Neuruppin und Oranienburg                            |

### S
| Kreis (Landkreis) | Nr.       | Datum      | Maßnahme; ggf. Sitz der Kreisverwaltung                                                                   |
| ----------------- | --------- | ---------- | --- |
| Saalfeld          | 4 278     | 07.10.1949 | R |
| Saalfeld          | 4 278     | 01.07.1950 | TA > Rudolstadt                                                                                           |
| Saalfeld          | 10 07     | 25.07.1952 | TE < Schleiz; TA > Lobenstein und Pößneck                                                                 |
| Saalfeld          | 10 07     | 04.12.1952 | TA > Lobenstein und Rudolstadt                                                                            |
| Saalfeld          | 16 0 34   | 03.10.1990 | B |
| Saalkreis         | 3 336     | 07.10.1949 | R; KV in Halle (Saale)                                                                                    |
| Saalkreis         | 3 336     | 01.07.1950 | TE < Bitterfeld, Delitzsch, Mansfelder Seekreis und Merseburg; TA > Bernburg und Stadtkreis Halle (Saale) |
| Saalkreis         | 08 07     | 25.07.1952 | TE < Merseburg; TA > Bernburg                                                                             |
| Saalkreis         | 08 07     | 04.12.1952 | TE < Eisleben                                                                                             |
| Saalkreis         | 08 07     | ca. 1965   | KV in Halle/Saale                                                                                         |
| Saalkreis         | 08 07     | 01.04.1979 | TE < Eisleben                                                                                             |
| Saalkreis         | 15 2 35   | 03.10.1990 | B |
| Salzwedel         | 3 302     | 07.10.1949 | R |
| Salzwedel         | 3 302     | 01.07.1950 | E < Stadtkreis Salzwedel; TE < Osterburg; TA > Gardelegen                                                 |
| Salzwedel         | 07 13     | 25.07.1952 | TA > Kalbe (Milde) und Klötze                                                                             |
| Salzwedel         | 07 13     | 04.12.1952 | TE < Kalbe (Milde)                                                                                        |
| Salzwedel         | 07 13     | 01.01.1988 | TE < Kalbe (Milde)                                                                                        |
| Salzwedel         | 15 3 36   | 03.10.1990 | B |
| Sangerhausen      | 3 331     | 07.10.1949 | R |
| Sangerhausen      | 3 331     | 01.07.1950 | TE < Mansfelder Gebirgskreis; TA > Quedlinburg und Querfurt                                               |
| Sangerhausen      | 08 16     | 25.07.1952 | TA > Artern, Eisleben, Hettstedt und Nordhausen                                                           |
| Sangerhausen      | 15 2 37   | 03.10.1990 | B |
| Schleiz           | 4 279     | 07.10.1949 | R |
| Schleiz           | 10 08     | 25.07.1952 | TA > Lobenstein und Pößneck                                                                               |
| Schleiz           | 10 08     | 04.12.1952 | GA <> Pößneck; TA > Saalfeld und Zeulenroda                                                               |
| Schleiz           | 10 08     | 01.01.1957 | TA > Pößneck                                                                                              |
| Schleiz           | 16 0 35   | 03.10.1990 | B |
| Schmalkalden      | 4 280     | 07.10.1949 | R |
| Schmalkalden      | 4 280     | 01.07.1950 | A > Meiningen und Suhl                                                                                    |
| Schmalkalden      | 11 06     | 25.07.1952 | N < Meiningen (t) und Suhl (t)                                                                            |
| Schmalkalden      | 16 0 36   | 03.10.1990 | B |
| Schmölln          | 13 10     | 25.07.1952 | N < Altenburg (t), Gera (t) und Zwickau (t)                                                               |
| Schmölln          | 13 10     | 04.12.1952 | TA > Gera-Land und Werdau                                                                                 |
| Schmölln          | 13 10     | 01.01.1956 | TA > Zeitz                                                                                                |
| Schmölln          | 13 10     | 01.01.1957 | TA > Glauchau                                                                                             |
| Schmölln          | 16 0 37   | 03.10.1990 | B |
| Schönberg         | 2 240     | 07.10.1949 | R |
| Schönberg         | 2 240     | 01.07.1950 | NÄ > Grevesmühlen                                                                                         |
| Schönebeck        | II3 323II | 01.07.1950 | N < Jerichow I (tlw), Calbe a./S. und Stadtkreis Schönebeck                                               |
| Schönebeck        | 07 14     | 25.07.1952 | GA <> Bernburg; TA > Köthen                                                                               |
| Schönebeck        | 07 14     | 04.12.1952 | TA > Bernburg                                                                                             |
| Schönebeck        | 15 3 38   | 03.10.1990 | B |
| Schwarzenberg     | 5 399     | 17.12.1951 | N < Aue (t)                                                                                               |
| Schwarzenberg     | 14 17     | 25.07.1952 | ÄNr |
| Schwarzenberg     | 14 17     | 20.06.1957 | E < Stadtkreis Johanngeorgenstadt                                                                         |
| Schwarzenberg     | 14 0 49   | 03.10.1990 | B |
| Schweinitz        | I3 351I   | 07.10.1949 | R; KV in Herzberg                                                                                         |
| Schweinitz        | I3 351I   | 01.07.1950 | NÄ > Herzberg; TA > Luckau                                                                                |
| Schwerin          | 2 241     | 07.10.1949 | R |
| Schwerin          | 2 241     | 01.07.1950 | TA > Hagenow                                                                                              |
| Schwerin          | 02 09     | 25.07.1952 | A > Gadebusch und Schwerin-Land (grt)                                                                     |
| Schwerin          | 02 09     | 17.05.1990 | NÄ < Schwerin-Land                                                                                        |
| Schwerin          | 13 0 33   | 03.10.1990 | B |
| Schwerin-Land     | 02 09     | 25.07.1952 | N < Schwerin (t)                                                                                          |
| Schwerin-Land     | 02 09     | 01.07.1961 | TE < Hagenow                                                                                              |
| Schwerin-Land     | 02 09     | 01.01.1970 | TA > Stadtkreis Schwerin                                                                                  |
| Schwerin-Land     | 02 09     | 17.05.1990 | NÄ > Schwerin                                                                                             |
| Sebnitz           | 12 15     | 25.07.1952 | N < Pirna (t)                                                                                             |
| Sebnitz           | 12 15     | 04.12.1952 | TE < Pirna                                                                                                |
| Sebnitz           | 12 15     | 01.01.1969 | TA > Pirna                                                                                                |
| Sebnitz           | 14 0 50   | 03.10.1990 | B |
| Seehausen         | 07 15     | 25.07.1952 | N < Osterburg (t)                                                                                         |
| Seehausen         | 07 15     | 02.07.1965 | A > Osterburg                                                                                             |
| Seelow            | II1 178II | 01.07.1950 | N < Lebus (grt), Niederbarnim (t) und Oberbarnim (t)                                                      |
| Seelow            | II1 178II | 01.08.1951 | TA > Fürstenwalde                                                                                         |
| Seelow            | 05 08     | 25.07.1952 | TA > Fürstenwalde                                                                                         |
| Seelow            | 05 08     | 04.12.1952 | TE < Fürstenwalde                                                                                         |
| Seelow            | 12 0 42   | 03.10.1990 | B |
| Senftenberg       | II1 186II | 01.07.1950 | N < Calau (grt), Cottbus und Luckau                                                                       |
| Senftenberg       | 06 11     | 25.07.1952 | TE < Liebenwerda; GA <> Hoyerswerda; TA > Calau, Cottbus und Spremberg                                    |
| Senftenberg       | 12 0 43   | 03.10.1990 | B |
| Sömmerda          | 09 11     | 25.07.1952 | N < Erfurt (t), Kölleda (t), Sondershausen (t) und Weimar (t)                                             |
| Sömmerda          | 09 11     | 04.12.1952 | TA > Erfurt-Land                                                                                          |
| Sömmerda          | 09 11     | 01.01.1956 | TA > Sondershausen                                                                                        |
| Sömmerda          | 16 0 38   | 03.10.1990 | B |
| Sondershausen     | 4 281     | 07.10.1949 | R |
| Sondershausen     | 4 281     | 01.07.1950 | TE < Langensalza und Weißensee                                                                            |
| Sondershausen     | 09 12     | 25.07.1952 | TA > Sömmerda                                                                                             |
| Sondershausen     | 09 12     | 01.01.1956 | TE < Sömmerda                                                                                             |
| Sondershausen     | 16 0 39   | 03.10.1990 | B |
| Sonneberg         | 4 282     | 07.10.1949 | R |
| Sonneberg         | 11 07     | 25.07.1952 | TA > Neuhaus am Rennweg                                                                                   |
| Sonneberg         | 16 0 40   | 03.10.1990 | B |
| Spremberg         | 1 187     | 07.10.1949 | R |
| Spremberg         | 1 187     | 01.07.1950 | TE < Calau und Cottbus                                                                                    |
| Spremberg         | 06 12     | 25.07.1952 | TE < Senftenberg; TA > Cottbus, Forst und Weißwasser                                                      |
| Spremberg         | 12 0 44   | 03.10.1990 | B |
| Stadtroda         | 4 283     | 07.10.1949 | R |
| Stadtroda         | 4 283     | 01.07.1950 | A > Gera und Jena (grt)                                                                                   |
| Stadtroda         | 10 09     | 25.07.1952 | N < Jena (t)                                                                                              |
| Stadtroda         | 10 09     | 04.12.1952 | TA > Eisenberg                                                                                            |
| Stadtroda         | 16 0 41   | 03.10.1990 | B |
| Staßfurt          | 07 16     | 25.07.1952 | N < Bernburg (t), Quedlinburg (t) und Wanzleben (t)                                                       |
| Staßfurt          | 15 3 39   | 03.10.1990 | B |
| Stendal           | 3 306     | 07.10.1949 | R |
| Stendal           | 3 306     | 01.07.1950 | E < Stadtkreis Stendal                                                                                    |
| Stendal           | 07 17     | 25.07.1952 | TA > Kalbe (Milde) und Tangerhütte                                                                        |
| Stendal           | 07 17     | 04.12.1952 | TE < Gardelegen                                                                                           |
| Stendal           | 07 17     | 17.04.1974 | TE < Osterburg                                                                                            |
| Stendal           | 07 17     | 01.01.1988 | TE < Tangerhütte                                                                                          |
| Stendal           | 15 3 40   | 03.10.1990 | B |
| Sternberg         | 02 10     | 25.07.1952 | N < Wismar (t)                                                                                            |
| Sternberg         | 02 10     | 04.12.1952 | TA > Wismar-Land                                                                                          |
| Sternberg         | 13 0 34   | 03.10.1990 | B |
| Stollberg         | 5 395     | 07.10.1949 | R |
| Stollberg         | 5 395     | 01.07.1950 | A > Aue, Chemnitz und Zwickau                                                                             |
| Stollberg         | 14 09     | 25.07.1952 | N < Aue (t), Chemnitz (t) und Zwickau (t)                                                                 |
| Stollberg         | 14 0 51   | 03.10.1990 | B |
| Stralsund         | 2 242     | 07.10.1949 | R |
| Stralsund         | 2 242     | 01.07.1950 | TA > Rostock                                                                                              |
| Stralsund         | 01 09     | 25.07.1952 | A > Bergen, Ribnitz-Damgarten und Stralsund-Land (grt)                                                    |
| Stralsund         | 01 09     | 17.05.1990 | NÄ < Stralsund-Land                                                                                       |
| Stralsund         | 13 0 35   | 03.10.1990 | B |
| Stralsund-Land    | 01 09     | 25.07.1952 | N < Stralsund (t)                                                                                         |
| Stralsund-Land    | 01 09     | 04.12.1952 | TA > Grimmen                                                                                              |
| Stralsund-Land    | 01 09     | 01.01.1956 | TA > Grimmen                                                                                              |
| Stralsund-Land    | 01 09     | 17.05.1990 | NÄ > Stralsund                                                                                            |
| Strasburg         | 03 10     | 25.07.1952 | N < Neubrandenburg (t), Pasewalk (t) und Prenzlau (t)                                                     |
| Strasburg         | 03 10     | 04.12.1952 | TA > Neubrandenburg                                                                                       |
| Strasburg         | 13 0 36   | 03.10.1990 | B |
| Strausberg        | 05 09     | 25.07.1952 | N < Fürstenwalde (t), Niederbarnim (t), Oberbarnim (t) und Seelow (t)                                     |
| Strausberg        | 05 09     | 01.03.1974 | TA > Bad Freienwalde                                                                                      |
| Strausberg        | 12 0 45   | 03.10.1990 | B |
| Suhl              | 4 284     | 07.10.1949 | R |
| Suhl              | 4 284     | 01.07.1950 | TE < Arnstadt und Schmalkalden; GA <> Hildburghausen                                                      |
| Suhl              | 4 284     | 01.02.1952 | TE < Meiningen                                                                                            |
| Suhl              | 11 08     | 25.07.1952 | TE < Hildburghausen; TA > Ilmenau und Schmalkalden                                                        |
| Suhl              | 11 08     | 04.12.1952 | TE < Hildburghausen                                                                                       |
| Suhl              | 11 08     | 12.05.1967 | A > Suhl-Land und Stadtkreis Suhl                                                                         |
| Suhl              | 11 08     | 17.05.1990 | NÄ < Suhl-Land                                                                                            |
| Suhl              | 16 0 42   | 03.10.1990 | B |
| Suhl-Land         | 11 08     | 12.05.1967 | N < Suhl-Land (t)                                                                                         |
| Suhl-Land         | 11 08     | 01.04.1979 | TA > Stadtkreis Suhl                                                                                      |
| Suhl-Land         | 11 08     | 17.05.1990 | NÄ > Suhl                                                                                                 |

### T
| Kreis (Landkreis) | Nr.     | Datum      | Maßnahme; ggf. Sitz der Kreisverwaltung                                       |
| ----------------- | ------- | ---------- | ----------------------------------------------------------------------------- |
| Tangerhütte       | 07 18   | 25.07.1952 | N < Stendal (t) und Wolmirstedt (t)                                           |
| Tangerhütte       | 07 18   | 01.01.1988 | A > Stendal und Wolmirstedt                                                   |
| Teltow            | 1 196   | 07.10.1949 | R; KV in Mahlow                                                               |
| Teltow            | 1 196   | 01.07.1950 | TA > Luckau                                                                   |
| Teltow            | 1 196   | 25.07.1952 | A > Königs Wusterhausen, Luckenwalde, Potsdam-Land und Zossen                 |
| Templin           | 1 173   | 07.10.1949 | R                                                                             |
| Templin           | 1 173   | 01.07.1950 | TE < Angermünde und Neustrelitz; TA > Prenzlau                                |
| Templin           | 1 173   | 01.08.1950 | TE < Ruppin                                                                   |
| Templin           | 03 11   | 25.07.1952 | GA <> Prenzlau; TA > Gransee                                                  |
| Templin           | 03 11   | 04.12.1952 | TA > Eberswalde                                                               |
| Templin           | 03 11   | 01.01.1962 | TA > Prenzlau                                                                 |
| Templin           | 12 0 46 | 03.10.1990 | B                                                                             |
| Teterow           | 03 12   | 25.07.1952 | N < Güstrow (t), Malchin (t), Rostock (t) und Waren (t)                       |
| Teterow           | 03 12   | 04.12.1952 | TA > Güstrow                                                                  |
| Teterow           | 03 12   | 01.01.1958 | TA > Rostock-Land                                                             |
| Teterow           | 13 0 37 | 03.10.1990 | B                                                                             |
| Torgau            | 3 352   | 07.10.1949 | R                                                                             |
| Torgau            | 13 11   | 25.07.1952 | TE < Liebenwerda und Wittenberg; TA > Eilenburg, Herzberg, Jessen und Oschatz |
| Torgau            | 13 11   | 04.12.1952 | TE < Herzberg und Oschatz; TA > Eilenburg und Wittenberg                      |
| Torgau            | 14 0 52 | 03.10.1990 | B                                                                             |

### U
| Kreis (Landkreis) | Nr.     | Datum      | Maßnahme; ggf. Sitz der Kreisverwaltung             |
| ----------------- | ------- | ---------- | --------------------------------------------------- |
| Ueckermünde       | I2 243I | 07.10.1949 | R                                                   |
| Ueckermünde       | I2 243I | 01.07.1950 | A > Pasewalk                                        |
| Ueckermünde       | 03 13   | 25.07.1952 | N < Anklam (t), Neubrandenburg (t) und Pasewalk (t) |
| Ueckermünde       | 03 13   | 04.12.1952 | TA > Pasewalk                                       |
| Ueckermünde       | 13 0 38 | 03.10.1990 | B                                                   |
| Usedom            | 2 244   | 07.10.1949 | R; KV in Ahlbeck                                    |
| Usedom            | 2 244   | 25.07.1952 | A > Wolgast                                         |

### W
| Kreis (Landkreis) | Nr.     | Datum      | Maßnahme; ggf. Sitz der Kreisverwaltung                                             |
| ----------------- | ------- | ---------- | ----------------------------------------------------------------------------------- |
| Wanzleben         | 3 314   | 07.10.1949 | R                                                                                   |
| Wanzleben         | 07 19   | 25.07.1952 | TE < Haldensleben und Wolmirstedt; TA > Staßfurt und Stadtkreis Magdeburg           |
| Wanzleben         | 15 3 41 | 03.10.1990 | B                                                                                   |
| Waren             | 2 245   | 07.10.1949 | R                                                                                   |
| Waren             | 2 245   | 01.07.1950 | TE < Malchin; TA > Neustrelitz                                                      |
| Waren             | 03 14   | 25.07.1952 | TA > Neustrelitz, Röbel/Müritz und Teterow                                          |
| Waren             | 03 14   | 04.12.1952 | GA <> Röbel/Müritz                                                                  |
| Waren             | 03 14   | 01.01.1960 | TA > Güstrow                                                                        |
| Waren             | 03 14   | 01.01.1974 | TA > Röbel/Müritz                                                                   |
| Waren             | 13 0 39 | 03.10.1990 | B                                                                                   |
| Weimar            | 4 285   | 07.10.1949 | R                                                                                   |
| Weimar            | 4 285   | 01.07.1950 | E < Stadtkreis Apolda; TA > Erfurt, Jena und Rudolstadt                             |
| Weimar            | 4 285   | 25.07.1952 | A > Apolda, Sömmerda und Weimar-Land                                                |
| Weimar            | 09 13   | 17.05.1990 | NÄ < Weimar-Land                                                                    |
| Weimar            | 16 0 43 | 03.10.1990 | B                                                                                   |
| Weimar-Land       | 09 13   | 25.07.1952 | N < Erfurt (t), Jena (t), Rudolstadt (t) und Weimar (t)                             |
| Weimar-Land       | 09 13   | 04.12.1952 | TE < Apolda; TA > Erfurt-Land und Jena-Land                                         |
| Weimar-Land       | 09 13   | 17.05.1990 | NÄ > Weimar                                                                         |
| Weißenfels        | 3 342   | 07.10.1949 | R                                                                                   |
| Weißenfels        | 3 342   | 01.07.1950 | E < Stadtkreise Naumburg und Weißenfels; TE < Querfurt; GA <> Merseburg; TA > Zeitz |
| Weißenfels        | 08 18   | 25.07.1952 | TA > Hohenmölsen, Leipzig-Land und Naumburg                                         |
| Weißenfels        | 08 18   | 04.12.1952 | TE < Hohenmölsen; TA > Naumburg                                                     |
| Weißenfels        | 08 18   | 01.01.1956 | TE < Hohenmölsen                                                                    |
| Weißenfels        | 15 2 42 | 03.10.1990 | B                                                                                   |
| Weißensee         | I4 286I | 07.10.1949 | R; KV in Erfurt                                                                     |
| Weißensee         | I4 286I | 01.07.1950 | A > Erfurt, Sondershausen und Stadtkreis Erfurt                                     |
| Weißwasser        | 06 13   | 25.07.1952 | N < Niesky (t) und Spremberg (Lausitz) (t)                                          |
| Weißwasser        | 14 0 53 | 03.10.1990 | B                                                                                   |
| Werdau            | 14 19   | 25.07.1952 | N < Gera (t), Greiz (t) und Zwickau (t)                                             |
| Werdau            | 14 19   | 04.12.1952 | TE < Schmölln; TA > Glauchau und Greiz                                              |
| Werdau            | 14 19   | 01.07.1958 | TA > Gera-Land                                                                      |
| Werdau            | 14 0 54 | 03.10.1990 | B                                                                                   |
| Wernigerode       | 3 318   | 07.10.1949 | R                                                                                   |
| Wernigerode       | 3 318   | 01.07.1950 | TE < Blankenburg                                                                    |
| Wernigerode       | 07 20   | 25.07.1952 | TA > Halberstadt                                                                    |
| Wernigerode       | 07 20   | 01.01.1957 | TE < Halberstadt                                                                    |
| Wernigerode       | 15 3 43 | 03.10.1990 | B                                                                                   |
| Westhavelland     | 1 190   | 07.10.1949 | R; KV in Rathenow                                                                   |
| Westhavelland     | 1 190   | 01.07.1950 | E < Stadtkreis Rathenow; TE < Genthin; TA > Osthavelland                            |
| Westhavelland     | 1 190   | 25.07.1952 | A > Brandenburg-Land, Nauen, Rathenow und Stadtkreis Brandenburg/Havel              |
| Westprignitz      | 1 198   | 07.10.1949 | R; KV in Perleberg                                                                  |
| Westprignitz      | 1 198   | 01.07.1950 | E < Stadtkreis Wittenberge                                                          |
| Westprignitz      | 1 198   | 25.07.1952 | A > Ludwigslust und Perleberg                                                       |
| Wismar            | 2 246   | 07.10.1949 | R                                                                                   |
| Wismar            | 2 246   | 01.07.1950 | TE < Parchim; TA > Stadtkreis Wismar                                                |
| Wismar            | 2 246   | 01.10.1951 | TE < Güstrow                                                                        |
| Wismar            | 01 10   | 25.07.1952 | A > Bad Doberan, Sternberg und Wismar-Land                                          |
| Wismar            | 01 10   | 17.05.1990 | NÄ < Wismar-Land                                                                    |
| Wismar            | 13 0 40 | 03.10.1990 | B                                                                                   |
| Wismar-Land       | 01 10   | 25.07.1952 | N < Grevesmühlen (t), Schwerin (t) und Wismar (t)                                   |
| Wismar-Land       | 01 10   | 04.12.1952 | TE < Sternberg                                                                      |
| Wismar-Land       | 01 10   | 17.05.1990 | NÄ > Wismar                                                                         |
| Wittenberg        | 3 349   | 07.10.1949 | R                                                                                   |
| Wittenberg        | 3 349   | 01.07.1950 | E < Stadtkreis Lutherstadt Wittenberg; TE < Zauch-Belzig                            |
| Wittenberg        | 08 19   | 25.07.1952 | TA > Gräfenhainichen, Jüterbog und Torgau                                           |
| Wittenberg        | 08 19   | 04.12.1952 | TE < Torgau                                                                         |
| Wittenberg        | 15 1 44 | 03.10.1990 | B                                                                                   |
| Wittstock         | 04 16   | 25.07.1952 | N < Ostprignitz (t)                                                                 |
| Wittstock         | 04 16   | 04.12.1952 | GA <> Pritzwalk                                                                     |
| Wittstock         | 12 0 47 | 03.10.1990 | B                                                                                   |
| Wolgast           | 01 11   | 25.07.1952 | N < Anklam (t), Greifswald (t) und Usedom                                           |
| Wolgast           | 01 11   | 04.12.1952 | TE < Greifswald                                                                     |
| Wolgast           | 01 11   | 01.01.1957 | TE < Greifswald                                                                     |
| Wolgast           | 01 11   | 01.01.1968 | TA > Greifswald                                                                     |
| Wolgast           | 13 0 41 | 03.10.1990 | B                                                                                   |
| Wolmirstedt       | 3 310   | 07.10.1949 | R                                                                                   |
| Wolmirstedt       | 07 10   | 25.07.1952 | TA > Tangerhütte und Wanzleben                                                      |
| Wolmirstedt       | 07 10   | 01.04.1979 | TA > Stadtkreis Magdeburg                                                           |
| Wolmirstedt       | 07 10   | 01.01.1988 | TE < Tangerhütte                                                                    |
| Wolmirstedt       | 15 3 45 | 03.10.1990 | B                                                                                   |
| Worbis            | 4 287   | 07.10.1949 | R                                                                                   |
| Worbis            | 09 08   | 25.07.1952 | TE < Mühlhausen und Nordhausen; TA > Heiligenstadt                                  |
| Worbis            | 09 08   | 04.12.1952 | GA <> Heiligenstadt; TA > Mühlhausen                                                |
| Worbis            | 16 0 44 | 03.10.1990 | B                                                                                   |
| Wurzen            | 13 12   | 25.07.1952 | N < Grimma (t)                                                                      |
| Wurzen            | 13 12   | 04.12.1952 | TE < Eilenburg und Oschatz                                                          |
| Wurzen            | 13 12   | 01.04.1973 | TE < Eilenburg                                                                      |
| Wurzen            | 14 0 55 | 03.10.1990 | B                                                                                   |

### Z
| Kreis (Landkreis) | Nr.     | Datum      | Maßnahme; ggf. Sitz der Kreisverwaltung                                       |
| ----------------- | ------- | ---------- | ----------------------------------------------------------------------------- |
| Zauch-Belzig      | 1 194   | 07.10.1949 | R; KV in Belzig                                                               |
| Zauch-Belzig      | 1 194   | 01.07.1950 | TA > Osthavelland und Wittenberg                                              |
| Zauch-Belzig      | 1 194   | 25.07.1952 | A > Belzig, Brandenburg-Land, Jüterbog und Potsdam-Land                       |
| Zeitz             | 3 345   | 07.10.1949 | R                                                                             |
| Zeitz             | 3 345   | 01.07.1950 | E < Stadtkreis Zeitz; TE < Weißenfels                                         |
| Zeitz             | 08 20   | 25.07.1952 | TA > Eisenberg, Hohenmölsen und Naumburg                                      |
| Zeitz             | 08 20   | 04.12.1952 | TA > Altenburg                                                                |
| Zeitz             | 08 20   | 01.01.1956 | TE < Schmölln                                                                 |
| Zeitz             | 08 20   | 01.01.1957 | TE < Naumburg                                                                 |
| Zeitz             | 08 20   | 01.01.1974 | TA > Altenburg                                                                |
| Zeitz             | 15 2 46 | 03.10.1990 | B                                                                             |
| Zerbst            | 3 330   | 07.10.1949 | R                                                                             |
| Zerbst            | 3 330   | 01.07.1950 | E < Stadtkreis Zerbst                                                         |
| Zerbst            | 07 21   | 25.07.1952 | TA > Roßlau                                                                   |
| Zerbst            | 07 21   | 20.06.1957 | TE < Loburg                                                                   |
| Zerbst            | 15 1 47 | 03.10.1990 | B                                                                             |
| Zeulenroda        | 10 10   | 25.07.1952 | N < Gera (t), Greiz (t), Plauen (t) und Schleiz (t)                           |
| Zeulenroda        | 10 10   | 04.12.1952 | TE < Pößneck und Schleiz; TA > Gera-Land, Greiz und Plauen-Land               |
| Zeulenroda        | 10 10   | 01.01.1956 | TE < Pößneck                                                                  |
| Zeulenroda        | 16 0 45 | 03.10.1990 | B                                                                             |
| Zittau            | 5 397   | 07.10.1949 | R                                                                             |
| Zittau            | 12 16   | 25.07.1952 | TA > Görlitz-Land                                                             |
| Zittau            | 14 0 56 | 03.10.1990 | B                                                                             |
| Zossen            | 04 17   | 25.07.1952 | N < Luckenwalde (t) und Teltow (t)                                            |
| Zossen            | 04 17   | 04.12.1952 | TE < Luckau und Potsdam-Land                                                  |
| Zossen            | 04 17   | 01.10.1954 | TE < Luckenwalde                                                              |
| Zossen            | 04 17   | 29.03.1962 | TA > Potsdam-Land                                                             |
| Zossen            | 12 0 48 | 03.10.1990 | B                                                                             |
| Zschopau          | 14 20   | 25.07.1952 | N < Annaberg (t), Flöha (t) und Marienberg (t)                                |
| Zschopau          | 14 20   | 04.12.1952 | TE < Flöha; TA > Annaberg                                                     |
| Zschopau          | 14 0 57 | 03.10.1990 | B                                                                             |
| Zwickau           | 5 398   | 07.10.1949 | R                                                                             |
| Zwickau           | 5 398   | 01.07.1950 | TE < Stollberg                                                                |
| Zwickau           | 5 398   | 25.07.1952 | A > Auerbach, Reichenbach, Schmölln, Stollberg, Werdau und Zwickau-Land (grt) |
| Zwickau           | 14 21   | 17.05.1990 | NÄ < Zwickau-Land                                                             |
| Zwickau           | 14 0 58 | 03.10.1990 | B                                                                             |
| Zwickau-Land      | 14 21   | 25.07.1952 | N < Glauchau (t) und Zwickau (t)                                              |
| Zwickau-Land      | 14 21   | 04.12.1952 | TE < Auerbach; GA <> Aue; TA > Stadtkreis Zwickau                             |
| Zwickau-Land      | 14 21   | 01.01.1956 | TA > Aue                                                                      |
| Zwickau-Land      | 14 21   | 17.05.1990 | NÄ > Zwickau                                                                  |

## Liste der Landkreise der DDR 1949
| - Altenburg - Angermünde - Anklam - Annaberg - Arnstadt - Aue - Auerbach - Ballenstedt - Bautzen - Beeskow-Storkow - Bernburg - Bitterfeld - Blankenburg - Borna - Calau - Calbe a./S. - Chemnitz - Cottbus - Delitzsch - Demmin - Dessau-Köthen - Dippoldiswalde - Döbeln - Dresden - Eckartsberga - Eisenach - Flöha - Freiberg - Gardelegen - Gera - Glauchau - Gotha | - Greifswald - Greiz - Grimma - Grimmen - Großenhain - Guben - Güstrow - Hagenow - Haldensleben - Hildburghausen - Hoyerswerda - Jerichow I - Jerichow II - Kamenz - Langensalza - Lebus - Leipzig - Liebenwerda - Löbau - Lübben (Spreewald) - Luckau - Luckenwalde - Ludwigslust - Malchin - Mansfelder Gebirgskreis - Mansfelder Seekreis - Marienberg - Meiningen - Meißen - Merseburg - Mühlhausen i. Th. - Neubrandenburg | - Neustrelitz - Niederbarnim - Niesky - Nordhausen - Oberbarnim - Oelsnitz - Oschatz - Oschersleben (Bode) - Osterburg - Osthavelland - Ostprignitz - Parchim - Pirna - Plauen - Prenzlau - Quedlinburg - Querfurt - Randow - Rochlitz - Rostock - Rudolstadt - Rügen - Ruppin - Saalfeld - Saalkreis - Salzwedel - Sangerhausen - Schleiz - Schmalkalden - Schönberg - Schweinitz - Schwerin | - Sondershausen - Sonneberg - Spremberg (Lausitz) - Stadtroda - Stendal - Stollberg - Stralsund - Suhl - Teltow - Templin - Torgau - Ueckermünde - Usedom - Wanzleben - Waren - Weimar - Weißenfels - Weißensee - Wernigerode - Westhavelland - Westprignitz - Wismar - Wittenberg - Wolmirstedt - Worbis - Zauch-Belzig - Zeitz - Zerbst - Zittau - Zwickau |

## Liste der Landkreise der DDR 1990 und ihre jetzige Kreiszugehörigkeit
| Kreis der DDR 1990   | neue Nr. | heute                                                                       |
| -------------------- | -------- | --------------------------------------------------------------------------- |
| Altenburg            | 16 0 11  | Altenburger Land                                                            |
| Altentreptow         | 13 0 11  | Mecklenburgische Seenplatte                                                 |
| Angermünde           | 12 0 11  | Uckermark                                                                   |
| Anklam               | 13 0 12  | Vorpommern-Greifswald                                                       |
| Annaberg             | 14 0 11  | Erzgebirgskreis                                                             |
| Apolda               | 16 0 12  | Weimarer Land                                                               |
| Arnstadt             | 16 0 13  | Gotha und Ilm-Kreis (grt)                                                   |
| Artern               | 16 0 14  | Kyffhäuserkreis (grt) und Sömmerda                                          |
| Aschersleben         | 15 2 11  | Harz und Salzlandkreis (grt)                                                |
| Aue                  | 14 0 12  | Erzgebirgskreis                                                             |
| Auerbach             | 14 0 13  | Vogtlandkreis                                                               |
| Bad Doberan          | 13 0 13  | Rostock                                                                     |
| Bad Freienwalde      | 12 0 12  | Märkisch-Oderland                                                           |
| Bad Liebenwerda      | 12 0 13  | Elbe-Elster                                                                 |
| Bad Salzungen        | 16 0 15  | Schmalkalden-Meiningen und Wartburgkreis (grt)                              |
| Bautzen              | 14 0 14  | Bautzen                                                                     |
| Beeskow              | 12 0 14  | Dahme-Spreewald und Oder-Spree (grt)                                        |
| Belzig               | 12 0 15  | Potsdam-Mittelmark                                                          |
| Bernau               | 12 0 16  | Barnim                                                                      |
| Bernburg             | 15 1 12  | Salzlandkreis                                                               |
| Bischofswerda        | 14 0 15  | Bautzen (grt) und Sächsische Schweiz-Osterzgebirge                          |
| Bitterfeld           | 15 1 13  | Anhalt-Bitterfeld                                                           |
| Borna                | 14 0 16  | Leipzig                                                                     |
| Brandenburg          | 12 0 17  | Potsdam-Mittelmark (grt) und kreisfreie Stadt Brandenburg an der Havel      |
| Brand-Erbisdorf      | 14 0 17  | Mittelsachsen                                                               |
| Burg                 | 15 3 14  | Jerichower Land                                                             |
| Bützow               | 13 0 14  | Rostock                                                                     |
| Calau                | 12 0 18  | Oberspreewald-Lausitz                                                       |
| Chemnitz             | 14 0 18  | Erzgebirgskreis, Mittelsachsen, Zwickau (grt) und kreisfreie Stadt Chemnitz |
| Cottbus              | 12 0 19  | Spree-Neiße (grt) und kreisfreie Stadt Cottbus                              |
| Delitzsch            | 14 0 19  | Nordsachsen                                                                 |
| Demmin               | 13 0 15  | Mecklenburgische Seenplatte (grt) und Vorpommern-Rügen                      |
| Dippoldiswalde       | 14 0 20  | Sächsische Schweiz-Osterzgebirge                                            |
| Döbeln               | 14 0 21  | Mittelsachsen                                                               |
| Dresden              | 14 0 22  | Bautzen (grt), Meißen und kreisfreie Stadt Dresden                          |
| Eberswalde           | 12 0 20  | Barnim (grt) und Uckermark                                                  |
| Eilenburg            | 14 0 23  | Nordsachsen                                                                 |
| Eisenach             | 16 0 16  | Unstrut-Hainich-Kreis und Wartburgkreis (grt)                               |
| Eisenberg            | 16 0 17  | Saale-Holzland-Kreis                                                        |
| Eisenhüttenstadt     | 12 0 21  | Oder-Spree                                                                  |
| Eisleben             | 15 2 15  | Mansfeld-Südharz                                                            |
| Erfurt               | 16 0 18  | Gotha, Ilm-Kreis, Sömmerda (grt), Weimarer Land und kreisfreie Stadt Erfurt |
| Finsterwalde         | 12 0 22  | Elbe-Elster                                                                 |
| Flöha                | 14 0 24  | Erzgebirgskreis und Mittelsachsen (grt)                                     |
| Forst                | 12 0 23  | Spree-Neiße                                                                 |
| Freiberg             | 14 0 25  | Mittelsachsen                                                               |
| Freital              | 14 0 26  | Meißen und Sächsische Schweiz-Osterzgebirge (grt)                           |
| Fürstenwalde         | 12 0 24  | Dahme-Spreewald, Märkisch-Oderland und Oder-Spree (grt)                     |
| Gadebusch            | 13 0 16  | Nordwestmecklenburg                                                         |
| Gardelegen           | 15 3 16  | Altmarkkreis Salzwedel (grt) und Stendal                                    |
| Geithain             | 14 0 27  | Leipzig (grt) und Mittelsachsen                                             |
| Genthin              | 15 3 17  | Jerichower Land                                                             |
| Gera                 | 16 0 19  | Greiz und kreisfreie Stadt Gera                                             |
| Glauchau             | 14 0 28  | Zwickau                                                                     |
| Görlitz              | 14 0 29  | Görlitz                                                                     |
| Gotha                | 16 0 20  | Gotha                                                                       |
| Gräfenhainichen      | 15 1 18  | Anhalt-Bitterfeld, Wittenberg (grt) und kreisfreie Stadt Dessau-Roßlau      |
| Gransee              | 12 0 25  | Oberhavel (grt) und Ostprignitz-Ruppin                                      |
| Greifswald           | 13 0 17  | Vorpommern-Greifswald                                                       |
| Greiz                | 16 0 21  | Greiz (grt) und Vogtlandkreis                                               |
| Grevesmühlen         | 13 0 18  | Nordwestmecklenburg                                                         |
| Grimma               | 14 0 30  | Leipzig                                                                     |
| Grimmen              | 13 0 19  | Vorpommern-Rügen                                                            |
| Großenhain           | 14 0 31  | Meißen                                                                      |
| Guben                | 12 0 26  | Spree-Neiße                                                                 |
| Güstrow              | 13 0 20  | Rostock                                                                     |
| Hagenow              | 13 0 21  | Ludwigslust-Parchim (grt) und Lüneburg                                      |
| Hainichen            | 14 0 32  | Mittelsachsen                                                               |
| Halberstadt          | 15 3 19  | Harz                                                                        |
| Haldensleben         | 15 3 20  | Börde                                                                       |
| Havelberg            | 15 3 21  | Jerichower Land und Stendal (grt)                                           |
| Heiligenstadt        | 16 0 22  | Eichsfeld                                                                   |
| Herzberg             | 12 0 27  | Elbe-Elster (grt) und Teltow-Fläming                                        |
| Hettstedt            | 15 2 22  | Mansfeld-Südharz (grt) und Salzlandkreis                                    |
| Hildburghausen       | 16 0 23  | Hildburghausen                                                              |
| Hohenmölsen          | 15 2 23  | Burgenlandkreis                                                             |
| Hohenstein-Ernstthal | 14 0 33  | Zwickau                                                                     |
| Hoyerswerda          | 14 0 34  | Bautzen (grt) und Görlitz                                                   |
| Ilmenau              | 16 0 24  | Ilm-Kreis (grt) und kreisfreie Stadt Suhl                                   |
| Jena                 | 16 0 25  | Saale-Holzland-Kreis (grt), Weimarer Land und kreisfreie Stadt Jena         |
| Jessen               | 15 1 24  | Wittenberg                                                                  |
| Jüterbog             | 12 0 28  | Potsdam-Mittelmark und Teltow-Fläming (grt)                                 |
| Kamenz               | 14 0 35  | Bautzen                                                                     |
| Klingenthal          | 14 0 36  | Vogtlandkreis                                                               |
| Klötze               | 15 3 25  | Altmarkkreis Salzwedel (grt) und Börde                                      |
| Königs Wusterhausen  | 12 0 29  | Dahme-Spreewald                                                             |
| Köthen               | 15 1 26  | Anhalt-Bitterfeld                                                           |
| Kyritz               | 12 0 30  | Ostprignitz-Ruppin (grt) und Prignitz                                       |
| Langensalza          | 16 0 26  | Gotha, Unstrut-Hainich-Kreis (grt) und Wartburgkreis                        |
| Leipzig              | 14 0 37  | Leipzig, Nordsachsen und kreisfreie Stadt Leipzig                           |
| Löbau                | 14 0 38  | Bautzen und Görlitz (grt)                                                   |
| Lobenstein           | 16 0 27  | Saale-Orla-Kreis (grt) und Saalfeld-Rudolstadt                              |
| Lübben               | 12 0 31  | Dahme-Spreewald                                                             |
| Lübz                 | 13 0 23  | Ludwigslust-Parchim                                                         |
| Luckau               | 12 0 32  | Dahme-Spreewald (grt) und Teltow-Fläming                                    |
| Luckenwalde          | 12 0 33  | Potsdam-Mittelmark und Teltow-Fläming (grt)                                 |
| Ludwigslust          | 13 0 22  | Ludwigslust-Parchim (grt) und Prignitz                                      |
| Malchin              | 13 0 24  | Mecklenburgische Seenplatte                                                 |
| Marienberg           | 14 0 39  | Erzgebirgskreis (grt) und Mittelsachsen                                     |
| Meiningen            | 16 0 28  | Hildburghausen und Schmalkalden-Meiningen (grt)                             |
| Meißen               | 14 0 40  | Meißen                                                                      |
| Merseburg            | 15 2 27  | Saalekreis                                                                  |
| Mühlhausen           | 16 0 29  | Eichsfeld und Unstrut-Hainich-Kreis (grt)                                   |
| Nauen                | 12 0 34  | Havelland (grt) und kreisfreie Stadt Berlin                                 |
| Naumburg             | 15 2 28  | Burgenlandkreis                                                             |
| Nebra                | 15 2 29  | Burgenlandkreis (grt) und Saalekreis                                        |
| Neubrandenburg       | 13 0 25  | Mecklenburgische Seenplatte                                                 |
| Neuhaus am Rennweg   | 16 0 30  | Saalfeld-Rudolstadt und Sonneberg (grt)                                     |
| Neuruppin            | 12 0 35  | Ostprignitz-Ruppin                                                          |
| Neustrelitz          | 13 0 26  | Mecklenburgische Seenplatte                                                 |
| Niesky               | 14 0 41  | Görlitz                                                                     |
| Nordhausen           | 16 0 31  | Nordhausen                                                                  |
| Oelsnitz             | 14 0 42  | Vogtlandkreis                                                               |
| Oranienburg          | 12 0 36  | Oberhavel                                                                   |
| Oschatz              | 14 0 43  | Nordsachsen                                                                 |
| Oschersleben         | 15 3 30  | Börde                                                                       |
| Osterburg            | 15 3 31  | Altmarkkreis Salzwedel und Stendal (grt)                                    |
| Parchim              | 13 0 27  | Ludwigslust-Parchim                                                         |
| Pasewalk             | 13 0 28  | Uckermark und Vorpommern-Greifswald (grt)                                   |
| Perleberg            | 12 0 37  | Prignitz                                                                    |
| Pirna                | 14 0 44  | Sächsische Schweiz-Osterzgebirge                                            |
| Plauen               | 14 0 45  | Vogtlandkreis                                                               |
| Pößneck              | 16 0 32  | Saale-Orla-Kreis (grt) und Saalfeld-Rudolstadt                              |
| Potsdam              | 12 0 38  | Havelland, Potsdam-Mittelmark (grt) und kreisfreie Stadt Potsdam            |
| Prenzlau             | 12 0 39  | Uckermark                                                                   |
| Pritzwalk            | 12 0 40  | Ostprignitz-Ruppin und Prignitz (grt)                                       |
| Quedlinburg          | 15 3 32  | Harz                                                                        |
| Querfurt             | 15 2 33  | Mansfeld-Südharz und Saalekreis (grt)                                       |
| Rathenow             | 12 0 41  | Havelland                                                                   |
| Reichenbach          | 14 0 46  | Vogtlandkreis                                                               |
| Ribnitz-Damgarten    | 13 0 29  | Vorpommern-Rügen                                                            |
| Riesa                | 14 0 47  | Meißen                                                                      |
| Röbel/Müritz         | 13 0 30  | Mecklenburgische Seenplatte                                                 |
| Rochlitz             | 14 0 48  | Leipzig und Mittelsachsen (grt)                                             |
| Roßlau               | 15 1 34  | Anhalt-Bitterfeld und kreisfreie Stadt Dessau-Roßlau                        |
| Rostock              | 13 0 31  | Rostock                                                                     |
| Rudolstadt           | 16 0 33  | Saalfeld-Rudolstadt (grt) und Weimarer Land                                 |
| Rügen                | 13 0 32  | Vorpommern-Rügen                                                            |
| Saalfeld             | 16 0 34  | Saalfeld-Rudolstadt                                                         |
| Saalkreis            | 15 2 35  | Saalekreis                                                                  |
| Salzwedel            | 15 3 36  | Altmarkkreis Salzwedel                                                      |
| Sangerhausen         | 15 2 37  | Mansfeld-Südharz                                                            |
| Schleiz              | 16 0 35  | Saale-Orla-Kreis (grt) und Vogtlandkreis                                    |
| Schmalkalden         | 16 0 36  | Schmalkalden-Meiningen                                                      |
| Schmölln             | 16 0 37  | Altenburger Land                                                            |
| Schönebeck           | 15 3 38  | Salzlandkreis (grt) und kreisfreie Stadt Magdeburg                          |
| Schwarzenberg        | 14 0 49  | Erzgebirgskreis                                                             |
| Schwerin             | 13 0 33  | Ludwigslust, Nordwestmecklenburg und Parchim (grt)                          |
| Sebnitz              | 14 0 50  | Sächsische Schweiz-Osterzgebirge                                            |
| Seelow               | 12 0 42  | Märkisch-Oderland                                                           |
| Senftenberg          | 12 0 43  | Oberspreewald-Lausitz                                                       |
| Sömmerda             | 16 0 38  | Sömmerda                                                                    |
| Sondershausen        | 16 0 39  | Kyffhäuserkreis (grt) und Unstrut-Hainich-Kreis                             |
| Sonneberg            | 16 0 40  | Sonneberg                                                                   |
| Spremberg            | 12 0 44  | Spree-Neiße                                                                 |
| Stadtroda            | 16 0 41  | Saale-Holzland-Kreis                                                        |
| Staßfurt             | 15 3 39  | Börde und Salzlandkreis (grt)                                               |
| Stendal              | 15 3 40  | Börde und Stendal (grt)                                                     |
| Sternberg            | 13 0 34  | Nordwestmecklenburg und Ludwigslust-Parchim (grt)                           |
| Stollberg            | 14 0 51  | Erzgebirgskreis                                                             |
| Stralsund            | 13 0 35  | Vorpommern-Rügen                                                            |
| Strasburg            | 13 0 36  | Mecklenburgische Seenplatte (grt), Uckermark und Vorpommern-Greifswald      |
| Strausberg           | 12 0 45  | Märkisch-Oderland                                                           |
| Suhl                 | 16 0 42  | Hildburghausen, Schmalkalden-Meiningen (grt) und kreisfreie Stadt Suhl      |
| Templin              | 12 0 46  | Uckermark                                                                   |
| Teterow              | 13 0 37  | Rostock                                                                     |
| Torgau               | 14 0 52  | Nordsachsen                                                                 |
| Ueckermünde          | 13 0 38  | Vorpommern-Greifswald                                                       |
| Wanzleben            | 15 3 41  | Börde                                                                       |
| Waren                | 13 0 39  | Mecklenburgische Seenplatte                                                 |
| Weimar               | 16 0 43  | Weimarer Land (grt) und kreisfreie Stadt Weimar                             |
| Weißenfels           | 15 2 42  | Burgenlandkreis                                                             |
| Weißwasser           | 14 0 53  | Görlitz                                                                     |
| Werdau               | 14 0 54  | Zwickau                                                                     |
| Wernigerode          | 15 3 43  | Harz                                                                        |
| Wismar               | 13 0 40  | Nordwestmecklenburg                                                         |
| Wittenberg           | 15 1 44  | Wittenberg                                                                  |
| Wittstock            | 12 0 47  | Ostprignitz-Ruppin                                                          |
| Wolgast              | 13 0 41  | Vorpommern-Greifswald                                                       |
| Wolmirstedt          | 15 3 45  | Börde                                                                       |
| Worbis               | 16 0 44  | Eichsfeld                                                                   |
| Wurzen               | 14 0 55  | Leipzig                                                                     |
| Zeitz                | 15 2 46  | Burgenlandkreis                                                             |
| Zerbst               | 15 2 47  | Anhalt-Bitterfeld (grt) und Jerichower Land                                 |
| Zeulenroda           | 16 0 45  | Greiz (grt) und Vogtlandkreis                                               |
| Zittau               | 14 0 56  | Görlitz                                                                     |
| Zossen               | 12 0 48  | Dahme-Spreewald und Teltow-Fläming (grt)                                    |
| Zschopau             | 14 0 57  | Erzgebirgskreis                                                             |
| Zwickau              | 14 0 58  | Zwickau                                                                     |

## Anzahl der Kreise (Landkreise) ab 1949
| Datum      | Bezirk                                            | Veränderung                                  | Anzahl |
| ---------- | ------------------------------------------------- | -------------------------------------------- | ------ |
| 07.10.1949 |                                                   | Gründung der DDR                             | 126    |
| 01.07.1950 |                                                   | − 20, + 14                                   | 120    |
| 17.12.1951 |                                                   | + 1 (Kreis Schwarzenberg)                    | 121    |
| 25.07.1952 | Bildung der Bezirke mit der neuen Kreiseinteilung | − 27, + 100                                  | 194    |
| 01.01.1956 | Bezirk Rostock                                    | − 1 (Kreise Bergen und Putbus > Kreis Rügen) | 193    |
| 20.06.1957 | Bezirk Magdeburg                                  | − 1 (Kreis Loburg)                           | 192    |
| 02.07.1965 | Bezirk Magdeburg                                  | − 1 (Kreis Seehausen)                        | 191    |
| 01.01.1988 | Bezirk Magdeburg                                  | − 2 (Kreise Kalbe (Milde) und Tangerhütte)   | 189    |